# Mémoires de Barry Lyndon
Memoirs of Barry Lyndon, Esq., By Himself
Pour les articles homonymes, voir Barry Lyndon (homonymie).
Vous lisez un « article de qualité » labellisé en 2010.

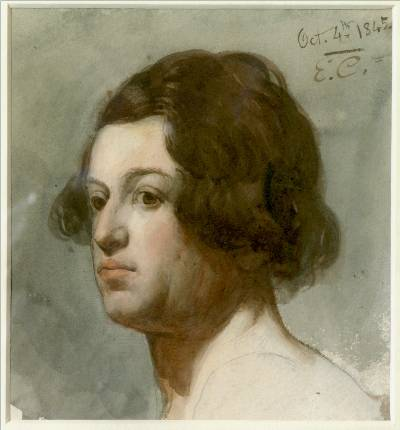
William Makepeace Thackeray en 1845 par Eyre Crowe (1824-1910).

Mémoires de Barry Lyndon (originellement The Luck of Barry Lyndon) est à la fois une autobiographie fictive et un roman picaresque, historique, satirique et d'aventures de l'écrivain britannique William Makepeace Thackeray (1811-1863). Cette œuvre s'inspire en grande partie de la vie d'un personnage réel, l'aventurier irlandais Andrew Robinson Stoney. Elle est publiée en onze épisodes successifs par le Fraser's Magazine de janvier à décembre 1844 (à l'exception d'octobre), puis rééditée à New York en 1852 par D. Appleton & Co. et à Londres par Bradbury & Evans en 1856, cette fois sous le titre The Memoirs of Barry Lyndon, Esq., By Himself (« Mémoires du Sieur Barry Lyndon, par Lui-Même »), qu'a choisi l'éditeur et que Thackeray n'apprécie pas particulièrement.
C'est, sous forme de mémoires, l'histoire de l'Irlandais Redmond Barry qui prend le nom de Barry Lyndon après son mariage avec la comtesse Lyndon. Ses aventures se déroulent au cœur du XVIIIe siècle, le siècle de prédilection de Thackeray.
L'histoire couvre la période allant de 1745 environ jusqu'à 1814, année de la mort du héros. Bien que la vie de Barry s'étale sur l'ensemble de la seconde moitié du siècle et même au-delà, le récit se concentre sur les vingt-cinq années allant du départ de Barry de son Irlande natale (1759-1760) à sa chute ignominieuse deux ans après la mort de son fils (1785-1786). En revanche, les dernières décennies de son existence, notamment les dix-neuf années qu'il passe à Londres en la prison de la Fleet sont très rapidement traitées car dépourvues d'intérêt narratif.
Le livre raconte l'histoire d'un « rogue », c'est-à-dire d'une canaille, imbu de lui-même jusqu'à la naïveté, dénué de scrupules, vaniteux et vantard, prêt à tout, jusqu'à la pire brutalité, pour parvenir à ses fins. C'est à lui, convaincu bona fide d'être le meilleur et le plus grand des hommes, que l'auteur a confié les clefs de la narration, point de vue, œil, oreille, voix, lui et les événements qu'il vit se donnant à voir et entendre tels qu'il les considère. Thackeray, cependant, a l'art de ridiculiser la société par son intermédiaire et, dans le même temps, de dessiner une critique en creux du personnage ; aussi Barry apparaît-il à la fois comme l'objet et l'agent de sa satire.
Malgré sa vilenie, Barry n'a pas la trempe des méchants tragiques, ces « villains » tels Richard III, Iago ou encore Lady Macbeth (Richard III, Othello, Macbeth) qui peuplent le théâtre de Shakespeare. Selon Gordon N. Ray, c'est « un crétin en morale » (« a moral idiot ») vivant d'après un code d'honneur perverti et habité par une vénération aveugle pour la naissance, la richesse et le rang, et Colby souligne le paradoxe qu'il incarne : un homme sans morale obsédé par la manie de la faire à autrui.
Le livre est reçu avec indifférence et parfois hostilité par le public qui ne le comprend guère ; seul des confrères du romancier, Trollope semble l'avoir défendu, écrivant que son auteur « n'avait jamais fait quelque chose d'aussi remarquable que Barry Lyndon ». Thackeray ne l'aime pas particulièrement et le déconseille à sa fille,, ; pourtant, il est intervenu dans les colonnes du Fraser's Magazine pour en expliquer par écrit le véritable sens à ses détracteurs.
Le succès, même inégal, de son adaptation cinématographique par Stanley Kubrick, Barry Lyndon, sortie en 1975, donne un regain d'intérêt au roman de Thackeray qui se voit, par exemple en France, retenu pour les programmes du CAPES et de l'Agrégation d'anglais trois ans plus tard.

## Le nom
Barry est un patronyme et aussi un prénom masculin. Le mot, du celtique irlandais bearach, signifie la « lance » (spear) en anglais.

## Résumé

Prisonniers jouant au « raquet » dans la prison de la Fleet, dessin d'Auguste Charles Pugin et Thomas Rowlandson (1808).

Redmond Barry fuit son Irlande natale après un duel, convaincu à tort qu'il a tué son adversaire. Il s'engage dans l'armée anglaise pour la Guerre de Sept Ans, (1756-1763), puis est capturé par les troupes prussiennes qui le chargent d'espionner le Chevalier de Bali-Bari (alias Ballybarry, Bally-Barry ou Balibari).
Lorsque Bali-Bari s'avère n'être autre que son oncle Cornelius Barry, les deux compères s'installent en tant que tricheurs aux cartes professionnels. Barry connaît le succès au jeu et devient l'homme à la mode. Après un long siège, parodie d'une parade nuptiale, il épouse une riche veuve assez sotte, la comtesse de Lyndon dont il prend le nom. Il dilapide sa fortune, la maltraite, ainsi que son fils, et ne se montre affectueux qu'envers sa mère et son propre fils, Bryan, qu'il gâte jusqu'à ce que le jeune garçon soit tué dans un accident de cheval. Finalement, la comtesse, avec l'aide de son fils Lord Bullingdon, maintenant grandi et échappant aux brutalités de son beau-père, se libère de son emprise et recouvre sa liberté. Barry est contraint de s'exiler à l'étranger où il reçoit de son épouse une pension de £300 (ce qui, pour l'époque, est une belle somme). Toutefois, rattrapé par ses dettes, en fait piégé par sa femme, il est arrêté et passe le reste de ses jours dans la prison de la Fleet (Fleet Prison) à Londres, où, privé de son allocation annuelle par les décès de Lady Lyndon, puis de Lord Bullingdon, alcoolique et prématurément sénile, toujours soigné par sa vieille mère dévouée, il connaît la plus complète déchéance. Un court épilogue mentionne sa mort, rassemble les quelques fils de l'action restés épars et fait le point sur les personnages laissés en suspens, en particulier le marquis de Tiptoff[Qui ?] et sa famille, héritiers des biens de Lady Lyndon.

## Genèse deBarry Lyndon
Barry Lyndon a une origine complexe dans laquelle se retrouvent des influences diverses, des antécédents littéraires et des préoccupations personnelles de l'auteur.

### Rédaction et publication

#### Une rédaction difficile
Thackeray commence la rédaction à Paris en octobre 1843, avec comme titre The Luck of Barry Lyndon : A Romance of the Last Century. By Fitz-Boodle, et Fraser's publie les livraisons à partir de janvier de l'année suivante. Tout au long des parutions mensuelles, Thackeray parvient à garder une avance d'un chapitre ou deux, mais en octobre 1844, le manuscrit promis n'étant pas prêt à temps, le rédacteur en chef Nickisson publie à sa place un autre texte. L'auteur se plaint de la dureté de la tâche, qui requiert « bien plus de lectures qu'il ne le pensait » et traite d'un sujet « peu sympathique ». Il écrit le 14 août 1844 que c'est devenu « un cauchemar » et c'est avec soulagement que le 3 novembre 1844, il appose le point final, notant : « terminé Barry après moult affres hier soir ». La dernière partie est écrite au cours d'un voyage en Égypte, et l'ultime chapitre à Malte en octobre 1844 sur le chemin du retour, alors que le bateau se trouve en quarantaine dans le port de La Valette.
Le titre original de la publication de 1844 contient le mot luck, qui, dans ce contexte, ne signifie pas « chance » mais « succès mondain ». Le choix de ce mot indique que ce succès résulte de la richesse et de l'importance sociale que confère le mariage avec la plus riche veuve du royaume. Selon une terminologie propre à Barry, l'alternance entre luck et ill-luck marque les fluctuations de sa fortune.
La première édition de 1844 comprend deux parties très asymétriques : seize chapitres sont en effet consacrés à l'ascension sociale de Barry et trois seulement (parus en septembre, novembre et décembre 1844) à son déclin et sa chute. Cette disparité ne s'explique pas par les besoins de la narration, mais plus vraisemblablement par la lassitude de l'auteur. Ce dernier sait que son roman est peu apprécié des lecteurs du Fraser's Magazine, qui se plaignent de « l'immoralité de l'histoire », si bien qu'après coup, Thackeray est obligé d'ajouter des paragraphes, des digressions et des explications pour justifier son attitude ironique et rendre son propos plus clair.

#### La deuxième publication en Angleterre
Presque tous ces ajouts sont abandonnés en 1856 lorsque Barry Lyndon est à nouveau publié, avec plusieurs autres histoires, dans un livre intitulé Miscellanies ; le roman est devenu Mémoires de Barry Lyndon, Esq., By Himself, initiative de l'éditeur suivie d'une kyrielle de mentions pompeuses soulignant le grandiose destin du voyou. Cette version contient quelques modifications : les deux premiers chapitres ont été réunis en un seul ; dans la seconde partie, le début du chapitre XVII a été amputé ; a été aussi soustrait un long passage de la conclusion qui traite de la justice immanente,. Cette justice, écrit en effet Thackeray, mais ce commentaire est supprimé en 1856, « est absente de ce monde, les voyous restant riches alors que les braves gens sont toujours aussi pauvres », et renchérissant un peu plus loin « La justice, grands dieux ! La vie humaine fait-elle montre de justice de cette façon ? Est-ce les bons qui roulent toujours en carrosse doré et les méchants qui vont à l'hospice ? Le charlatan n'est-il jamais préféré au capable ? Le monde récompense-t-il toujours le mérite, ne s'entiche-t-il jamais du verbiage, ne se précipite-t-il pas pour entendre quelque âne braire du haut de sa chaire ? ». Bref, selon Dodds interprétant la pensée de Thackeray, c'est là, « de la façon dont tourne le monde, une illusion de romancier ». En outre, certaines des digressions rédigées à la troisième personne, en fait des intrusions de l'auteur, sont réinsérées, mais à la première personne, c'est-à-dire placées cette fois dans la bouche de Barry. Enfin, le pseudonyme Fitz-Boodle se voit abandonné et Miscellanies en entier est signé de William Makepeace Thackeray. En 1856 en effet, douze années après la parution de la première version, Thackeray est devenu célèbre et n'a plus besoin de masques. Exit donc ce familier du Fraser's Magazine, G. S. Fitz-Boodle.

#### «Un livre difficile à aimer, mais qu'on admire»(Anne Thackeray Ritchie)
Si, lors des publications en feuilleton, le livre a été jugé assez sévèrement, à sa parution en volumes les échos changent souvent de ton. Thackeray, en 1856, est désormais reconnu comme l'un des maîtres du roman dans les lettres anglaises et ses œuvres sont appréciées avec plus de considération. L'influente Saturday Review que vient de fonder A. J. B. Beresford Hope en 1855, considère Barry Lyndon comme « la plus caractéristique et la plus réussie des œuvres de Thackeray »,. Plusieurs confrères de l'auteur mettent l'accent sur le tour de force que représente ce roman, Trollope, en particulier, qui proclame que « Si Dickens a révélé le meilleur de sa puissance créatrice tôt dans la vie, Thackeray fait montre, quant à lui, d'un intellect supérieur. Jamais la force de son esprit ne s'est hissée plus haut que dans Barry Lyndon, et je ne connais personne parmi les conteurs d'histoire dont les facultés intellectuelles puissent dépasser cette prodigieuse entreprise ». Quant à l'Américain William Dean Howells (1837-1920) qui a lu le roman dès 1852, il écrit qu'il s'agit là « de la création la plus parfaite […] un fabuleux exploit de pure ironie ». Enfin, Anne Thackeray Ritchie, la fille du romancier, après avoir rapporté l'anecdote où son père lui déconseille le livre, écrit : « Certes, c'est un livre difficile à aimer, mais qu'on admire pour sa puissance et son art consommés ».

### Provenance du livre

#### L'idée

##### Andrew Robinson Stoney-Bowes

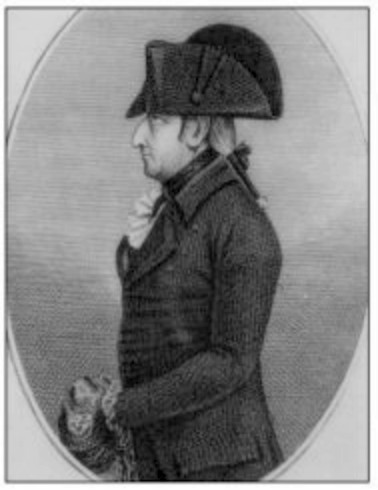
Andrew Robinson Stoney-Bowes (1747-1810), modèle pour le personnage de Barry Lyndon.

Thackeray a l'idée de ce roman lors d'une visite effectuée en compagnie du collectionneur d'art John Bowes (qu'il a connu à l'école) à Streatlam Castle en juin et juillet 1841. À Fraser (du Fraser's Magazine), il écrit : « Au cours de mon périple en province, j'ai trouvé du matériau (un personnage, plutôt) pour une histoire ; j'ai la certitude qu'il y a là matière à amusement […] pour mon histoire sur BARRY-LYNN (ou quelque autre nom qu'on veuille bien lui donner) [...] ». En fait, ces documents proviennent de la famille Strathmore, dont John Bowes est le descendant illégitime, et se trouvent rassemblés dans un opuscule réalisé par Jesse Foot, intitulé Lives of Andrew Robinson Stoney-Bowes and the Countess of Strathmore, publié à Londres en 1812. Bowes en possède un exemplaire annoté sans doute connu de Thackeray, et le personnage d'Andrew Robinson Bowes le fascine d'emblée,.

##### Le Robin des Bois irlandais
Selon d'autres points de vue, une source d’inspiration pour son personnage serait le capitaine James Freney, le « Robin des Bois irlandais », dont il lit les aventures dans une auberge de Galway en 1841, qu'il met en scène dans son roman en le plaçant sur le chemin de Barry en Irlande peu après le départ de son héros pour le grand monde (p. 59), et qu'on retrouve brièvement mentionné au chapitre IV où Barry apprend ses exploits de la bouche de Mrs Fitzsimmons. Cependant, alors que Freney, selon les mots de Thackeray, « décline de hauts faits en toute modestie », Barry brandit « de petits faits haut et fort ». Selon une autre hypothèse, le modèle englobe les Irlandais en général qu'il a croqués dans son Irish Sketch Book de 1843, « ce peuple brillant, audacieux, batailleur, exubérant, buveur de whiskey ».

##### Un snobisme à l'irlandaise
De fait, Barry Lyndon recèle plusieurs épisodes déjà utilisés dans cet Irish Sketch Book, par exemple l'arrivée de Barry à Dublin où il est accueilli avec beaucoup de ferveur et d'adulation. Dans son journal de voyage, Thackeray note : « Il y a de la candeur dans la façon dont ces braves gens considèrent leurs ecclésiastiques et respectent tous les titres, qu'ils soient réels ou frelatés […] Les Irlandais auraient-ils tant de raisons de respecter leurs aristocrates qu'ils doivent tenir la chronique de tous leurs mouvements, et non seulement admirer leurs authentiques nobles, mais s'en fabriquer d'autres pour les admirer à leur tour ? ».

##### Un roman cosmopolite
Enfin, alors qu'il rédige, Thackeray voyage sans arrêt, d'où, selon certains critiques, l'aspect cosmopolite du roman, avec des épisodes marquants situés en France ou en Allemagne, et aussi quelques détails en écho de la tournée moyen-orientale de l'auteur, comme le séjour de Barry à Ludwigslust où il est accompagné d'un « nègre » appelé Zamor, s'habille à la turque et loge dans un palace « aménagé à la façon orientale et tout à fait somptueux ».

#### Échos personnels

##### Une question de généalogie
Dès les premiers paragraphes de sa narration, avec l'aide d'héraldistes, l'Anglais Gwillim et le Français d'Hozier (p. 13, puis 139, selon édition de 1975 utilisée comme référence), Barry fait le point sur sa lignée : « […] je suis d'avis qu'il n'est pas de gentleman dans toute l'Europe qui n'ait entendu parler de la famille Barry de Barryogue, du royaume d'Irlande […] ». Par la suite, il revient fréquemment sur ce sujet, notamment au chapitre IV où son oncle, le chevalier de Bali-Bari, assure que c'est là « le seul savoir seyant un gentleman ». De fait, ce souci de la généalogie est alors partagé par Thackeray lui-même, particulièrement pendant qu'il rédige le roman ; le Fraser's Magazine a en effet retenu le Drummond (liste des familles nobles avec mention de leur généalogie) comme thème juste avant The Luck of Barry Lyndon,. De plus, il y a là une veine de satire sociale que Thackeray ne se prive pas de creuser, comme en témoigne Le Livre des snobs paru en 1846-1847. D'ailleurs, le compte-rendu publié par le Fraser's Magazine lors de la revue du Drummond anticipe la préoccupation de Thackeray en concluant que « en soi la naissance n'est qu'un accident qui échappe au contrôle de l'humanité […] Que chacun veuille bien se rappeler qu'être gentleman implique la noblesse d'âme ; on fait un noble, le gentleman, lui, l’est de naissance ».

##### La noblesse de cœur
Cette question de la noblesse de cœur opposée à celle de la naissance est dans l'air : Dickens la reprend à son compte quatre ans après Barry Lyndon dans Les Grandes Espérances (1860), autre roman à la première personne, où il fait dire exactement la même chose à Herbert Pocket qui a entrepris d'inculquer quelques principes de vie au jeune Pip et cite son père Matthew Pocket : « C'est un de ses principes que pas un homme ne s'est comporté en gentleman sans avoir d'abord été, depuis que le monde existe, un gentleman de cœur. Il dit : il n'est pas de vernis qui puisse cacher le grain du bois, et plus on applique de vernis, plus se manifeste le grain ». Dans le même roman, Joe Gargery le forgeron, qui a toujours protégé Pip des fureurs de sa marâtre de sœur, se rend à Londres pour voir son jeune beau-frère. Ne sachant quoi trop faire de son chapeau à son arrivée, il se rend bien compte que Pip a désormais honte de lui ; marri de n'avoir respecté son rang, il rentre désabusé à sa forge, alors que Pip, que le snobisme égare, raconte : « Il m'a fait perdre patience et m'a exaspéré » (chapitre XXVII, p. 631).

##### Les événements d'Irlande
Autre préoccupation de Thackeray, les événements en Irlande : bien que l'histoire de Barry Lyndon soit censée se passer au XVIIIe siècle, le livre se fait l'écho des relations anglo-irlandaises de la première moitié du XIXe, en particulier de la campagne pour l'abolition de l'Acte d'Union qui, sous l'impulsion de Daniel O'Connell, fait rage au cours des années 1840 et culmine en 1843 par la renaissance du mouvement dit de l’Irish Home Rule (« Autonomie irlandaise »).

#### Sources diverses

##### Lerakehelltyrannique

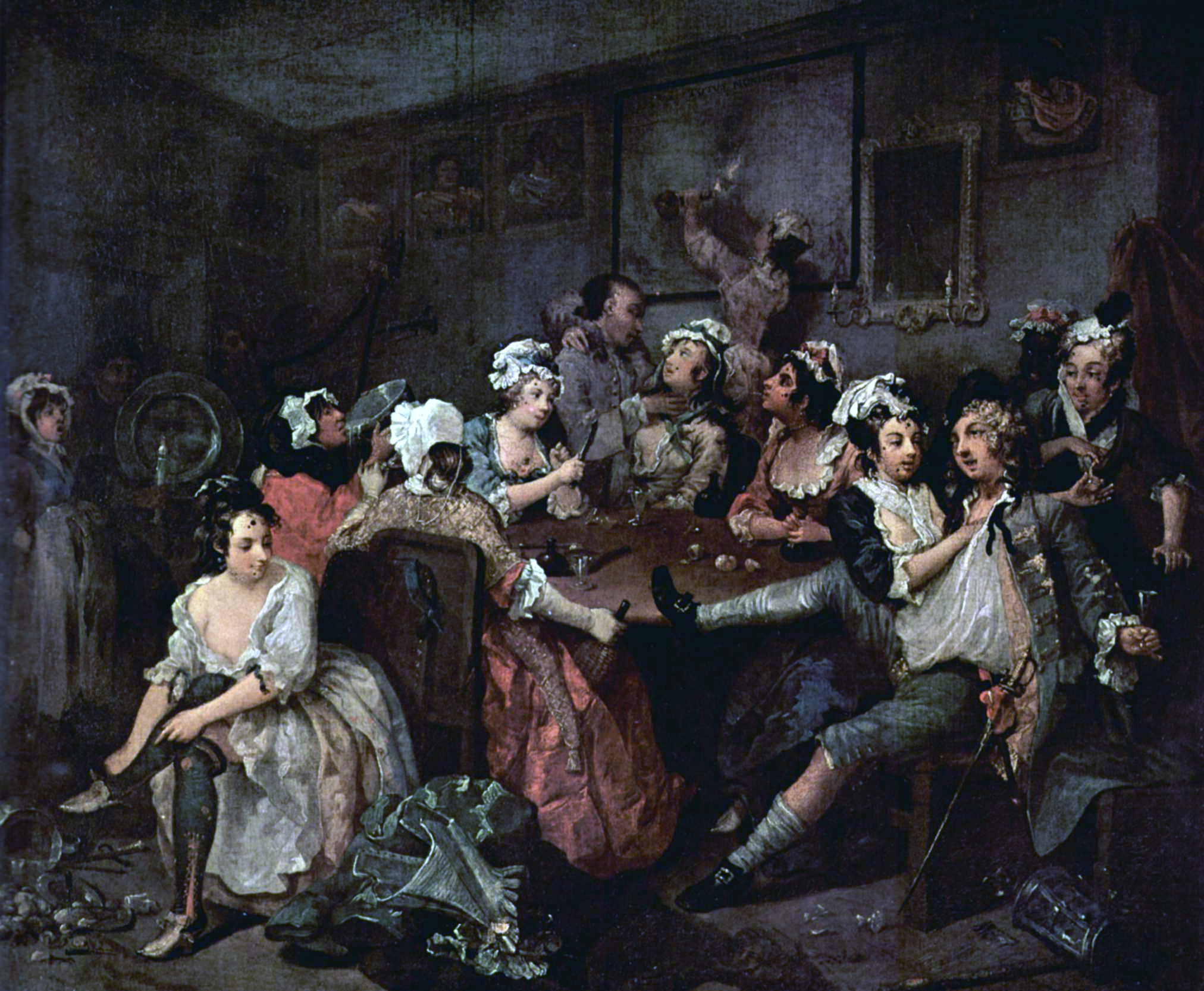
Les Rakehells à la Maison des plaisirs, par William Hogarth (1734-1735).

La dernière partie de l'histoire, concernant les relations tumultueuses de Redmond Barry avec Lady Lyndon, s'inspire de la vie d'Andrew Robinson Stoney-Bowes, type de personnage que les Anglais appellent volontiers Rake ou Rakehell, c'est-à-dire coureur, flambeur, ripailleur et endetté. Et d'après Robert A. Colby, l'intrigue impliquant la « Princess of X » se fonde, quant-à-elle, sur ce que Thackeray a appelé « a silly little book » (« un petit livre de rien »), intitulé L'Empire, ou, Dix ans sous Napoléon (1836), du baron Étienne-Léon de Lamothe-Langon (1786-1864), relatant, entre autres, l'exécution de la princesse Caroline par le roi du Wurtemberg pour adultère,. Les deux récits semblent s'être amalgamés dans l'esprit de Thackeray, car il y est question dans les deux cas de maris tyranniques, d'épouses hystériques et d'adultère sur fond de société corrompue.

##### L'Irlandais William Maginn
La sombre fin de Barry fait écho à celle, bien réelle, du journaliste irlandais et cofondateur du Fraser's Magazine, William Maginn (1794-1842). « Maginn superbe sujet pour un peu de morale », commente Thackeray à la lecture d'un hommage nécrologique que publie le Fraser's. Toutefois, à la différence de Barry qui est inculte, Maginn est un érudit lettré et spirituel, mais il partage avec lui le charme facile et une prodigalité abyssale et en 1842 son endettement le jette dans la prison de la Fleet d'où il ne ressort, rongé par la tuberculose, que pour mourir cette même année.

##### Le dandy George Brummell

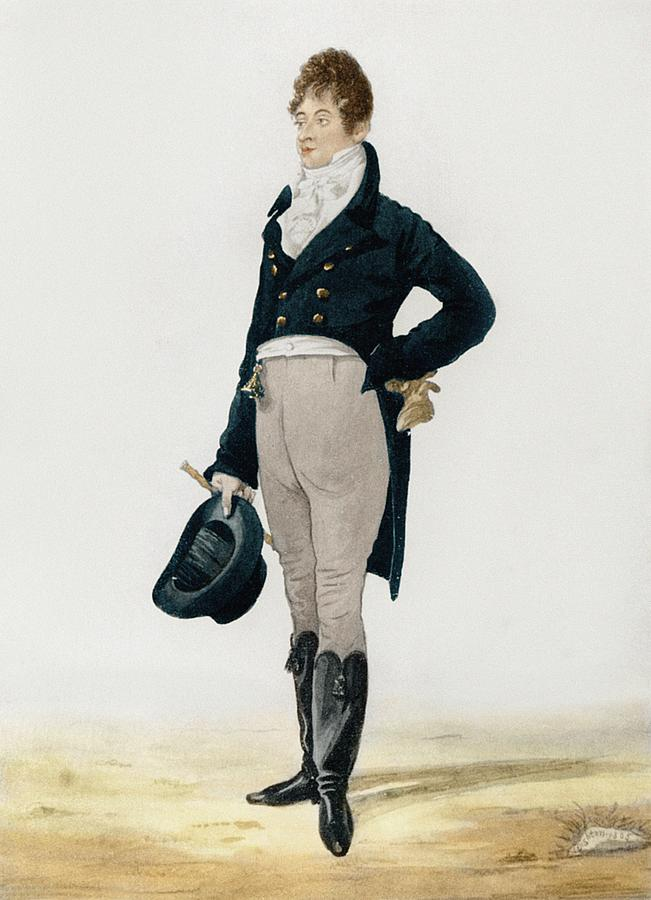
Caricature de Beau Brummell, par Denis Dighton (1791–1827), 1805.

Un parallèle peut aussi être établi entre la fin honteuse de Barry en prison et celle, misérable en son exil français, du célèbre « Beau » Brummell (1778-1840) qui a fui la montagne de ses dettes et dont la carrière fait la une depuis que William Jesse en a publié la biographie en 1844, alors que Barry Lyndon est en cours d'écriture. D'ailleurs, au chapitre XIII, p. 193 (selon édition de 1975 utilisée comme référence), Thackeray place une allusion en forme de clin d'œil sous la plume de son héros narrateur : « Dire que Londres s'est fait dicter le bon goût par un Bru-mm-ll ! un roturier, un sans éducation qui ne sait pas plus danser le menuet que je parle le chiroquois. », exclamation destinée au public victorien.

##### Le séducteur Giacomo Casanova
Enfin, il n'est pas exclu, selon Anisman, repris par Colby, que Thackeray ait songé, voire emprunté aux Mémoires de Casanova auxquels Barry fait allusion au chapitre IX, l'aventurier vénitien Giacomo Girolamo Casanova de Seingalt (1725-1798) cité deux fois (p. 128, 141) et qui écrit, à la manière de Barry, « avoir vécu en philosophe ».

#### Anti-modèles littéraires

##### Pas de sentimentalisme

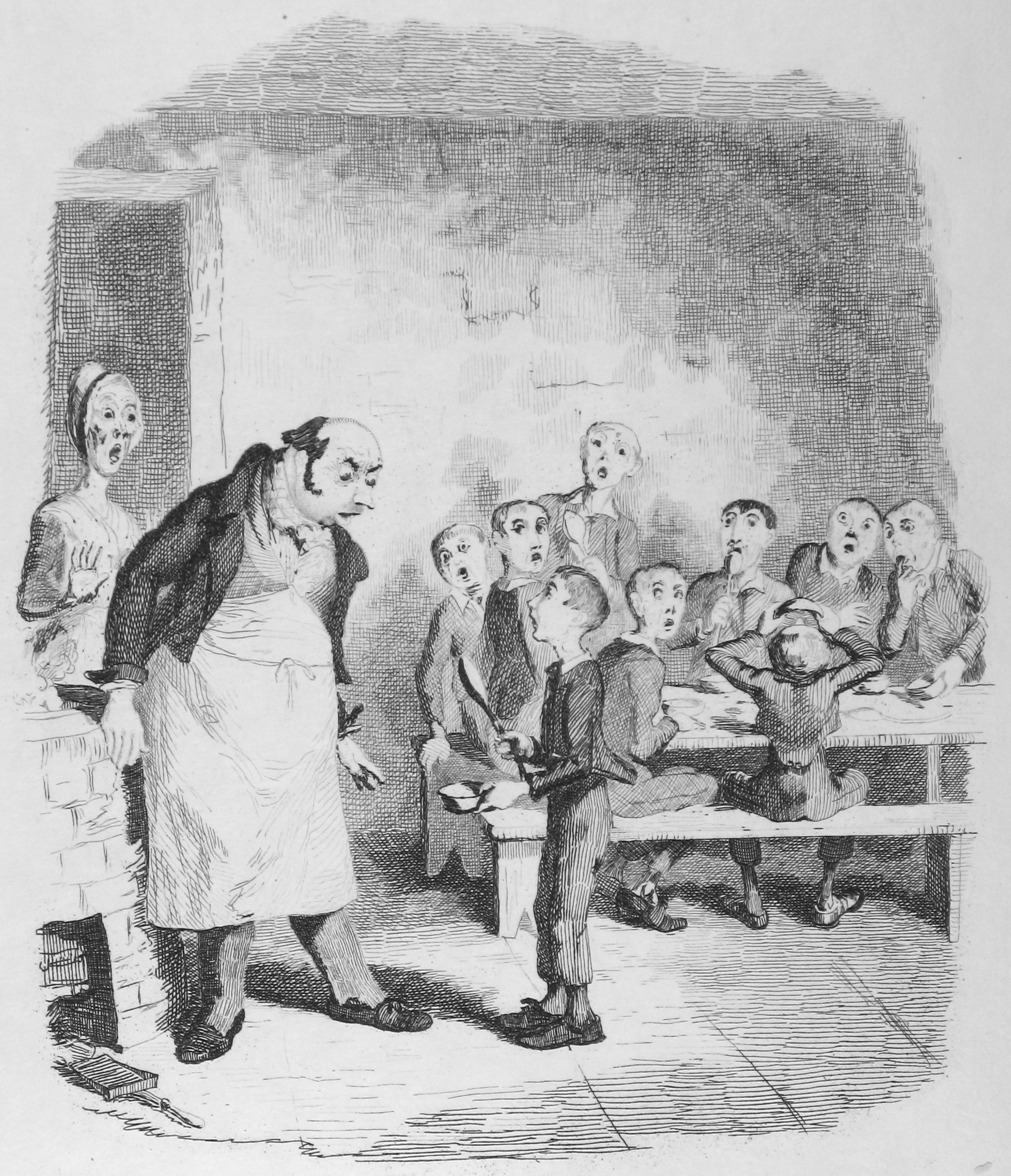
La scène du gruau :
Please, sir, I want some more (S'il vous plaît, Monsieur, j'en veux encore), illustration de George Cruikshank.

Barry Lyndon, comme plusieurs des œuvres précédentes de Thackeray, en particulier Catherine, a été conçu au nom du réalisme, en réaction contre certaines modes littéraires, à commencer par celle du sentimentalisme, illustrée au XVIIIe siècle par les romans de Richardson (1689-1761), de Goldsmith (1728-1774) ou encore de Fanny Burney (1752-1840), et très présente encore au siècle suivant comme le montre le pathétique de certaines scènes de Dickens, : celle du gruau dans Oliver Twist [1836-1837], par exemple, ou encore le meurtre de Nancy par Sykes.
D'ailleurs, Thackeray fustige le pathos de certaines scènes de la Newgate School of Fiction (voir le paragraphe ci-après) lorsqu'il écrit dans les colonnes du Fraser's Magazine : « In the name of common sense, let us not expand our sympathies on cut-throats, and other such prodigies of evil! » (« Au nom du bon sens, gardons-nous de laisser gagner à notre sympathie les égorgeurs et autres prodiges du mal ! »). Thackeray, certes, dépeint des sentiments sordides mais ne sombre jamais dans le sensationnalisme : par exemple, l'amour autre que paternel, tout comme les femmes qui peuplent son roman n'ont rien de romantique ; ainsi, Nora, le premier amour de Barry, est laide, et Lady Lyndon, son épouse, très grosse et dénuée de charme.

##### Ni de sensationnalisme
Tout aussi importante est la réaction de Thackeray contre la Newgate School of Fiction, exprimée par la publication de Catherine justement, en réaction à Jack Sheppard, un roman de Ainsworth (1805-1882) paru en feuilleton de janvier 1839 à février 1840 dans Bentley's Miscellany. Ce courant, où s'attardent des relents de la littérature gothique, tire son nom de la Prison de Newgate,, et est représenté par des auteurs comme Mrs Gore (1799-1861), Bulwer Lytton (1803-1873), que Thackeray parodie dans « Novels by Eminent Hands » (Punch, 1847), et Ainsworth justement. Dans Barry Lyndon, débarrassés du sentimentalisme et du sensationnel, les rogues apparaissent dans toute leur réelle splendeur, et la justice immanente si honnie de Thackeray ne se manifeste qu'au moment ultime du récit, dans la conclusion de Barry Lyndon qui n'appartient plus au narrateur.

##### Pas de roman à l'irlandaise

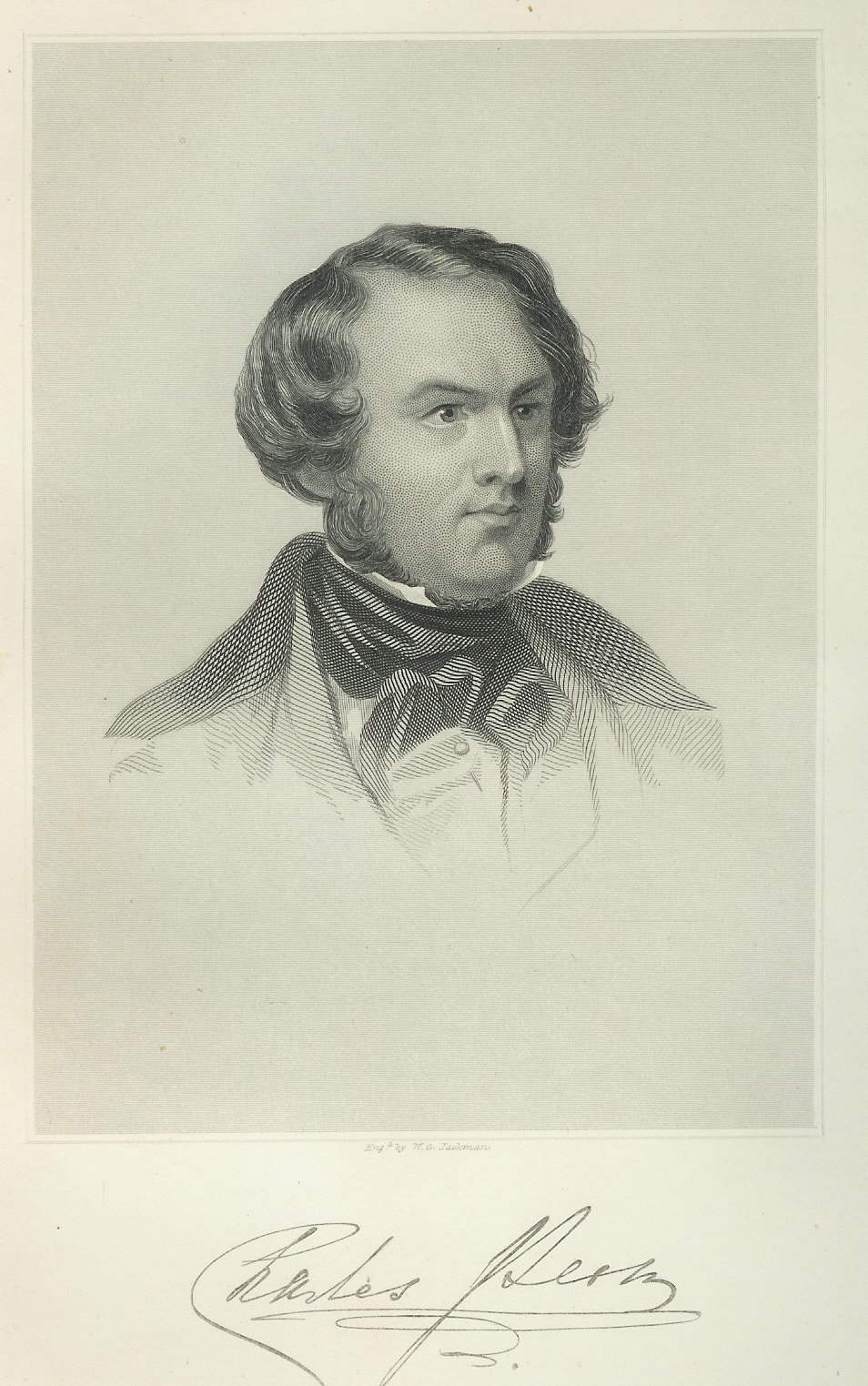
Charles Lever, romancier irlandais contre lequel s'insurge Thackeray.

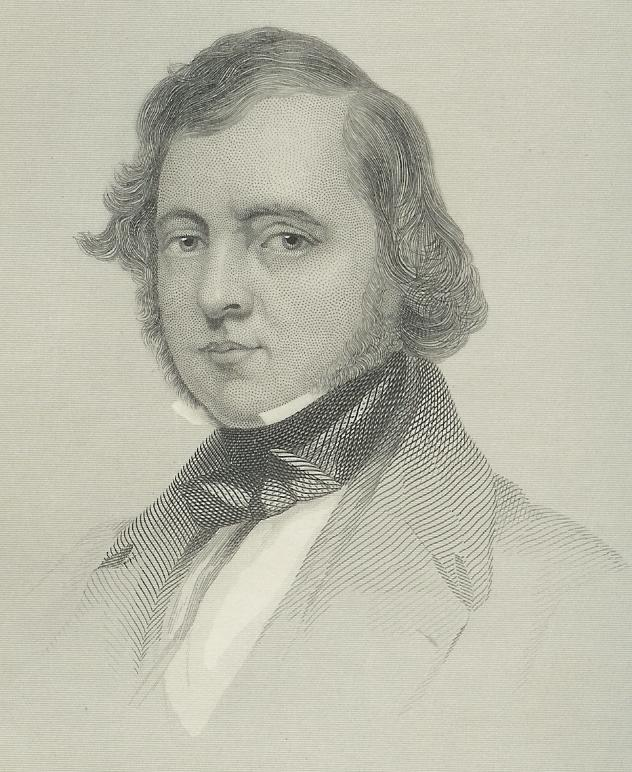
Samuel Lover, autre romancier irlandais contre lequel s'insurge Thackeray.

Autre avatar littéraire contre lequel Thackeray s'insurge, le roman irlandais, très en vogue à l'époque, surtout les œuvres de Charles Lever (1806-1872) et de Samuel Lover (1797–1868). Lever est pourtant un ami de Thackeray, qui lui a dédié son Irish Sketch Book ; blessé par cette satire qui refroidit leurs relations, Lever réplique par une caricature de Thackeray en « Elias Howle », l'anti-héros de son roman Roland Cashel. Dans ces ouvrages apparaît un héros présenté comme typiquement irlandais, c'est-à-dire en accord avec les stéréotypes qu'entretient le public anglais : un personnage sale, vantard, couard, avide et vulgaire. À cette contrefaçon, Thackeray entend opposer un vrai Irlandais, joyeux, flamboyant, brillant causeur. Il répugne aussi aux méandres des intrigues que présente cette littérature, et il place son héros au centre d'une histoire se déroulant sans encombre, à la manière du genre picaresque qui l'a précédé,.

##### Ni de vaudeville à l'irlandaise
Enfin, Thackeray se démarque du vaudeville irlandais qui « répand des idées fausses sur les Dublinois », référence, en particulier, à l'acteur Tyrone Power (1795-1840), grand-père du Tyrone Power américain, qui incarne avec brio et beaucoup de succès des personnages irlandais stéréotypés sur les scènes du Haymarket, de l'Adelphi et de Covent Garden depuis le milieu des années 1820, Murdock Delany dans The Irishman in London, Sir Patrick Plenipo dans The Irish Ambassador ou le tailleur itinérant Tim More dans The Irish Lion. De plus, Tyrone Power est un auteur prolifique dont les pièces, par exemple Born to Good Luck, or The Irishman's Fortune, où se retrouve le Luck du premier titre de Barry Lyndon, se jouent à guichet fermé.

#### Modèles littéraires

##### Jonathan Wildde Henry Fielding
Vers la fin de Catherine, Thackeray avait loué l'ironie manifestée par Fielding dans Jonathan Wild The Great (« le Grand ») (1743), indiquant par là, écrit Colby, que ce roman pouvait « lui servir de prototype pour sa prochaine histoire de gueux » : « Dans l'épouvantable satire de Jonathan Wild, pas un lecteur n'est assez borné pour faire l'erreur d'admirer [ce voyou], et de passer à côté de l'immense et cordial mépris dans lequel l'auteur tient le personnage qu'il a décrit. ». De fait, d'un point de vue littéraire, Barry Lyndon est modelé sur le héros de Fielding, cet aristocrate-bandit qui annonce sa propre verve, ses aventures et ses opinions.
Pour autant, une différence fondamentale sépare les deux œuvres. Dans Barry Lyndon, le héros détient seul les clefs de l'instance narrative et, d'après Colby, « c'est là un remarquable tour de force, l'ironie lui appartient de bout en bout, quoique, dans son innocence première, il reste inconscient de la portée de ses dires. », ce qui, en creux, l'expose à son tour à l'ironie de son créateur, Thackeray modelant et infléchissant la parole sans modifier l'ordonnance narrative : comme l'écrit John W. Dodds, « Thackeray tente et réussit quelque chose de plus subtil et de plus artistique, la condamnation d'un vaurien de sa propre bouche ». Chez Fielding, en revanche, dont le propos est que les grands hommes atteignent au succès avec une « grandeur tissée de cruauté et de tricherie », ce matériau dont est dotée sa canaille de héros, le protagoniste de l'histoire n'est qu'un objet de la satire, l'ironie restant entre les mains de l'auteur qui se distancie narrativement de son personnage.

##### Tobias Smollett
Autres modèles sans doute suivis, les romans Ferdinand Count Fathom (1753) et Peregrine Pickle (1751/1758) de Smollett (1721-1771), qui le touchent profondément : Colby rapporte que Thackeray a relu Peregrine Pickle pendant la rédaction de Barry Lyndon, et qu'il le décrit en termes flatteurs : « un modèle de vitalité et d'esprit, et atrocement remarquable de vulgarité ». Aussi, les deux romans se télescopent : les Fitzsimmons, couple d'escrocs professionnels emprunté à Smollett, croisent le chemin de Barry sur la route de l'exil (chapitre IV), et le pasteur des armées qui surgit dans l'épisode de la Guerre de Sept Ans, ce monument germanique de pédantisme teuton déjà rencontré chez Smollett, cultive lui aussi son amitié envers Barry (chapitre VI, p. 103 sq.). Quant à Ferdinand Count Fathom (fathom = sonde ou grands fonds), autre vaurien de Tobias Smollett, Martin J Anisman lui trouve aussi quelque ressemblance avec Barry (mais ne convient-il pas ici de faire la part des choses : quant à canaille, canaille et demie, forcément, les personnages se rencontrent). Enfin, La Vie de Tiger Roche, du même auteur, paru en un volume intitulé Ireland Sixty Years Since (L'Irlande, il y a soixante ans) a, d'après Colby, vraisemblablement joué lui aussi un rôle.

## Structure du roman

### Focalisation interne de la première personne

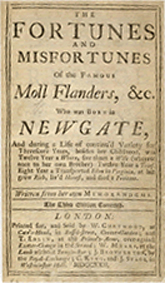
Première édition de Moll Flanders, 1722.

Barry Lyndon, en tant que roman, n'a pas d'intrigue à proprement parler, mais suit un cours linéaire tout au long de la vie du narrateur, de sa petite enfance à ses dernières années. Ce narrateur est homodiégétique, c'est-à-dire placé à l'intérieur du récit dont il garde la charge. N'étant autre que le héros, il devient « instance narrative », du moins par délégation et sous contrôle, et son point de vue ressortit forcément à la focalisation interne, selon la tradition du roman picaresque à la première personne du XVIIIe siècle, plus particulièrement celui de Defoe, par exemple dans Moll Flanders,. Pour autant, la coïncidence entre le héros (qui a été) et le narrateur (qui est) relève de la convention littéraire. Le décalage obligé entre l'un et l'autre, involontaire dans la réalité, le tempus fugit faisant fi de la vie, est ici orchestré par l'auteur qui, à sa guise, oriente l'histoire (les faits), le récit (ces faits rapportés), l'énoncé (le dit), et l'acte d'énonciation (le dire).

### Deux mouvements
Au départ, The Luck of Barry Lyndon comprend, pour utiliser un terme musical, deux mouvements, l'un de seize chapitres dévolus à l'ascension sociale de Barry, l'autre de trois relatant son déclin et sa chute. Quelques changements mineurs sont apportés lors de l'édition de 1856, ce que Barry appelle « sa bonne fortune » occupant dix-sept chapitres, le dix-huitième étant consacré au commencement de son déclin ; ensuite, les événements se précipitent pour parvenir à une courte conclusion. Ajouté à cet ensemble, en effet, se situe en coda l'épilogue, censé avoir été écrit en 1844 par l'éditeur Fitz-Boodle, devenu William Makepeace Thackeray en 1586, et destiné à ficeler l'histoire (voir Résumé).
Le premier mouvement, andante con moto, s'anime en un crescendo, qu'accompagne l'inexorable Sarabande de Haendel dans le film de Kubrick, le second, moderato, va decrescendo, contraste en soi symbolique de la structure de l'ensemble. Ce déséquilibre s'explique par divers facteurs : la vie du héros est plus aventureuse avant son mariage qu'après et Thackeray est plus à l'aise dans la description du succès que de l'échec ; plus prosaïquement aussi, il a atteint la limite des feuilletons accordés par le Fraser's Magazine et se voit contraint de conclure rapidement ; d'autant que l'histoire ne reçoit pas la faveur publique et qu'il accumule notes et digressions pour expliquer sa position ironique restée incomprise.
Quoi qu'il en soit, du simple point de vue de l'économie rythmique de l'ensemble, Stephen note que « chaque page porte l'action en avant, et à l'exception de la rencontre [de Barry] avec son oncle à Berlin et de l'épisode plutôt mélodramatique d'une petite cour allemande, l'histoire court si naturellement qu'on la croirait sortie de la vie réelle ».

### Quatre parties
À l'intérieur de ces mouvements, se dessinent quatre parties : un préambule (I et II) consacré à l'enfance et l'adolescence, le soin apporté par Mrs Barry à son fils, l'amour pour la cousine Nora, la découverte du monde, l'antagonisme des nations, la supériorité du rang (révélée par l'attitude du capitaine Quin), la misogynie, la force déguisée en « mérite ».
Puis vient l'épopée de la route, depuis l'Irlande jusqu'au continent européen, d'abord dans l'armée anglaise, ensuite dans la prussienne, les campagnes guerrières, les palais, le bivouac : c'est le Bildungsroman, l'apprentissage du héros au cours duquel se durcissent les tendances tracées dès le berceau, le jeune aventurier doué se faisant fieffée canaille. Cette partie recèle l'aspect picaresque, mais un picaresque inédit jusqu'alors, car le héros est un vrai vaurien, alors qu'un personnage comme Moll Flanders (Defoe) n'est qu'un simple rogue évoluant au féminin, une « friponne » qui finit par s'amender. Dans le Candide de Voltaire, à la différence encore plus accentuée de Barry qui, dépourvu de sentiment envers sa femme, ne l'a courtisée que pour son titre et son argent, Candide retrouve Cunégonde au bout de son long périple alors qu'elle est devenue très laide ; nonobstant, ses sentiments envers elle n'ont pas changé et il l'épouse, puis « cultiv[e] son jardin ». Du picaresque, ces chapitres de Barry Lyndon possèdent les principaux attributs : les aventures de la route aller, celle de l'inconnu, le héros solitaire, ses faux départs, la rencontre des protecteurs (Fagan, Potzdorff, Bali-Bari, avec lequel il reconstitue la paire archétype de Don Quichotte et Sancho Panza ou le brave Candide et son sage valet Cacambo, l'intervention du hasard (ou de la destinée), que Barry appelle fate, par exemple son incorporation forcée dans l'armée prussienne, piégé qu'il est par un racoleur (crimp) professionnel, schéma traditionnel comme celui de Candide [1759] après que, chassé du château, le héros a été séparé de Mlle Cunégonde par le courroux du Baron Thunder-ten-tronckh, le vif tempo de la description, le foisonnement des incidents, l'entrain et le brio.
La troisième partie concerne la conquête de Lady Lyndon au terme d'une stratégie de longue haleine que conduit par écrit le roué Bali-Bari. Ici, l'action volontaire remplace le hasard, l'astuce la destinée, le calcul la chance, et se retrouve un autre prototype, celui que dessine Valmont sous la houlette de la Marquise de Merteuil dans Les Liaisons dangereuses (1782) de Laclos (1741-1803). Les trois phases de cette stratégie sont présentées dans le détail, et ainsi, dans le premier temps, se livre le siège patient et appliqué, puis dans le deuxième se danse la parodie de parade nuptiale et enfin au troisième se savoure le triomphe (chapitre XVII).
La quatrième et dernière partie raconte le déclin et la chute après l'apex de la trajectoire, la richesse, puis l'engrenage de la dilapidation, des dettes, des mises en gages (les bijoux de la comtesse) chez l'usurier, le retournement du jeu, la rébellion du jeune homme de la famille Lord Bullingdon (rappel sans doute du mythe de Hamlet, voir Barry Lyndon, le héros), la mort violente du « vrai » fils, le jeune Bryan, la traîtrise des complices quittant le navire comme des rats, douze années que concluent l'arrestation, l'emprisonnement pour dix-neuf autres, la décrépitude alcoolique, l'entreprise autobiographique sans l'éclair de la rédemption, cette ultime lumière ornant souvent le récit lorsqu'il s'apparente à une forme de « Confessions ».

## Personnages

### Barry Lyndon, le héros
James Fitzjames Stephen, dans son compte rendu du roman paru en 1856 dans la Saturday Review, résume ainsi les trois âges de Barry Lyndon : « Telle est la carrière de Mr Barry – une jeunesse tapageuse et malheureuse, une maturité d'infamie, une vieillesse de décrépitude et de mendicité […] ». À cela il ajoute que « ce héros se prend le plus naturellement du monde, comme il le clame dès la page-titre, pour un homme vertueux qu'on a trahi, « victime de bien de cruelles conspirations, persécutions et calomnies » ».

#### L'héritier d'une longue série

##### «La culmination de la série des héros-voyous»
Le personnage de Barry Lyndon, d'après Ioan M. Williams, représente « la culmination, dans l'œuvre de Thackeray, d'une longue série de héros-voyous », ses ancêtres ayant pour nom Algernon Deuceace, Richard Blewitt (The Amours of Mr Deuceace), Crabs (The Earl of Crabs), Galgenstein, Brandon, Brough (The Fatal Boots, Catherine, The Bedford Row Conspiracy, A Shabby-Genteel Story, The Great Hoggarty Diamond),. Deux ouvrages joints parus dans le Fraser's Magazine, respectivement en 1842 et 1843, annoncent Barry Lyndon : Fitz-Boodle's Confessions raconte la vie d'un jeune aristocrate doté d'une arrogante certitude concernant les mœurs du beau monde ; puis, vers la fin de ses Confessions, Fitz-Boodle élargit son propos et se fait le narrateur de Men's Wives (« Épouses d'hommes »), trois histoires enchâssées dans les Confessions, sur les relations conjugales de trois couples, toutes marquées de la même brutale indifférence du mari et, en miroir, de la même trouble dépendance résignée de la femme.

##### Le mythe de Barbe-Bleue
À ce dernier propos, Juliet McMaster souligne le masochisme de Lady Lyndon, et au-delà, de la gent féminine telle qu'elle apparaît dans toutes ces œuvres ; selon Barry « La relation que lady Lyndon entretenait avec moi était bizarre […] Je l'avais si bien terrorisée qu'au moindre sourire, elle rayonnait de bonheur ; et si je lui faisais signe, elle arrivait telle un chien couchant » (p. 314, selon édition de 1975 utilisée comme référence). Juliet McMaster évoque à ce sujet le mythe de Barbe-Bleue, dont Thackeray s'amusait et qu'il a utilisé plusieurs fois, notamment dans Bluebeard Ghost (« Le Fantôme de Barbe-Bleue ») publié en 1843, dans lequel il reprend l'histoire à partir de la mort de Barbe-Bleue. John W. Dodds ajoute que le romancier a « retourné » le vieux mythe, en ce sens que les femmes sont attirées par le personnage, même lorsqu'elles connaissent ses méfaits (dans Barbazure, la cousine de la victime se tient parée lors de l'exécution pour être la première dans l'ordre de succession (chapitre VIII, p. 132-137), et aussi qu'« il a en valorisé l'aspect comique » aux dépens de la tragédie. Enfin, dans presque toutes ces histoires, apparaît la silhouette dérangeante d'un étrange gentleman convaincu de sa supériorité aristocratique, menant sa vie sans déroger à un code de conduite aussi sot que rigide, et évoluant aux marges de la loi et de la moralité, prototype évident d'une facette de ce Redmond Barry à venir.

##### Deux relations triangulaires
La vie de Barry, toujours d'après Juliet McMaster, est également marquée par deux événements significatifs : une relation triangulaire en amont, alors qu'il s'est épris de sa cousine Nora, de huit ans son aînée (p. 28), dont madame Barry mère est immédiatement jalouse, la traitant de « grosse bonne femme, à la peau tachetée de la même rousseur que ses cheveux » (p. 32) ; et une autre en aval, quand Barry épouse une veuve, elle aussi plus âgée que lui, qu'il courtise à la hussarde et qui finit par l'appeler sa « bête noire » (p. 235), avec, d'abord en arrière-plan, puis de façon plus appuyée, la présence de Lord George Poynings, le cousin aimé de la dame. La mise en rapport de ces deux situations illustre, affirme Juliet McMaster, le chemin que parcourt le héros dans le cynisme : au départ, « un petit lourdaud presque sympathique », à l'arrivée « le méchant absolu ».

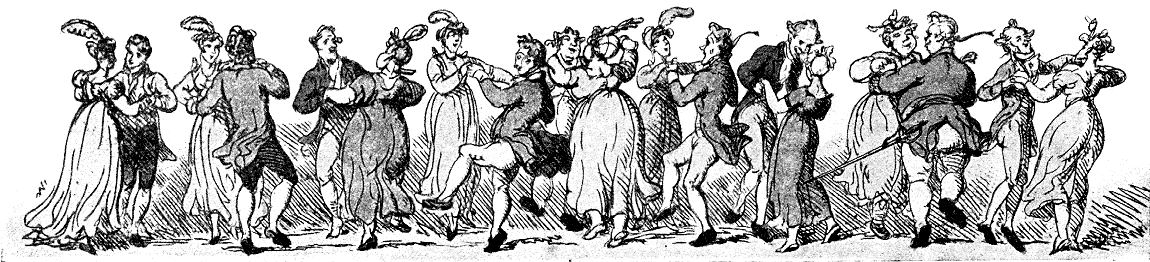
La danse à la fin du XVIIIe siècle, par Thomas Rowlandson.

##### Relents shakespeariens
Juliet McMaster évoque William Shakespeare à propos de Barry et aussi, mais pour des raisons différentes, de Lord Bullingdon. Pour elle, Barry a quelque ressemblance avec l'usurpateur de Macbeth et sa séduction de Lady Lyndon ressemble à celle de Lady Anne (Warwick), la veuve du Prince de Galles lancastrien Edward, dans Richard III, cédant aux grossières avances du duc de Gloucester alors que son époux, que ce dernier a assassiné, n'est pas encore inhumé. Et tel le futur Richard III qui se pavane : « Femme fut-elle jamais en cette humeur courtisée ? Femme fut-elle jamais en cette humeur conquise ? » (« Was ever woman in this humour wooed/ Was ever woman in this humour won? »), Barry se gonfle d'orgueil après sa réussite (p. 233).
Quant à Lord Bullingdon, sa situation est assez semblable à celle du personnage d'Hamlet aux prises avec une mère à la fois amoureuse et coupable, liée à un beau-père usurpateur. Comme le héros shakespearien, il a le goût de l'étude et de la méditation, est exilé à l'étranger par l'intrus, mais reste fidèle à la mémoire de son père tout en nouant avec sa mère un amour d'ordre captatif qui outrepasse la norme filiale,.

#### L'aventurier duXVIIIesiècle

##### Un héros de son temps
Jeune aventurier téméraire et outrancier, parfois généreux aussi, Barry est un être de contradictions. Il partage les idées du temps, l'égocentrisme et l'arrivisme masculins, l'amour du jeu, la course aux héritières, le grossier et le raffiné, l'honneur et le chantage, bref, il est l'homme du XVIIIe siècle, tel que le représentent à la fois les caricatures de Hogarth (1697-1764), de Rowlandson (1756-1827) et, plus tard, de James Gillray (1756-1815). Le titre de gentleman (quo non ascendam) qu'il se donne et qu'il garde quoi qu'il arrive (p. 88, 137, selon édition de 1975 utilisée comme référence) est l'alibi de l'époque pour se faire parasite des riches et des oisifs. En attendant l'occasion propice, outre la soldatesque, le seul moyen de survivre est le jeu, et la tricherie au jeu, ce dont Chateaubriand fait l'amère expérience lorsqu'il se réfugie en Angleterre, où, à peine arrivé le 21 mai 1793, il est plumé dans un tripot des quelques écus que sa famille a réunis avec peine. Après son mariage avec Lady Lyndon, c'est encore en gentleman que Barry dilapide la fortune de son épouse : « J'étais bien homme de trop d'honneur pour ne pas disposer du moindre penny de la fortune de cette dame » (p. 271), et « Je suis un de ces êtres destinés à faire fortune et à ne rien garder » (p. 261).

##### La part belle
Au vrai, Thackeray fait la part belle à son personnage. Il est cultivé bien qu'ayant quitté l'école à seize ans (p. 24), encore que Thackeray lui ménage quelques erreurs, par exemple, p. 262, l'attribution de l'Iliade à Alexander Pope (auteur de la Dunciad [1728/ 1729/ 1743]), il a de l'entregent (il danse avec la sœur de Frédéric de Prusse, old Fritz [p. 138]), du goût (p. 24-25), aussi peut-il rencontrer des gens d'esprit comme l'écrivain Samuel Johnson (1709-1784) et son secrétaire James Boswell (1740-1795) (p. 25, 263), qu'il appelle respectivement « the Scotch gentleman » et « the Irish » ; le dramaturge qu'il nomme Dick Sheridan (1751-1816) (p. 216), le romancier qu'il appelle Oliver (1728-1774) (p. 263), le peintre Joshua Reynolds (1723-1792) (p. 262), l'orateur politique Edmund Burke (1729-1797) (p. 216, 298) ; il est aussi au fait du Parc-aux-cerfs et des « petites maisons » de la rue Saint-Mérédic à Versailles, ad usum Louis XV (p. 153) et il contribue même à la restauration des grandes orgues de la cathédrale d'Exeter.

##### C'est «Vénus tout entière à sa proie attachée»[94]
En somme, à la fois frustré et viril, Barry est l'aventurier traditionnel de son siècle dont les armes sont l'épée, le jeu et les femmes. Tel un héros racinien, il est victime du destin, celui qui l'habite, le destin interne qu'est sa passion, et celui qui le poursuit, le destin externe qui, en lui arrachant son fils, l'ampute du présent et de l'avenir, cette disparition lui ôtant tout droit sur les biens de Lady Lyndon. Thackeray place alors des mots terribles dans sa bouche : « La perte de mon fils aimé pesa lourd sur mon cœur de père, mais nuisit aussi à mes intérêts personnels de façon très conséquente » (p. 300). En fait, il est conforme à sa propre prévision, annoncée dès le début du livre en un éclair de clairvoyance : « J'ai peine à penser que je suis autre chose qu'une marionnette entre les mains du Destin » (chapitre III, p. 65).

#### Le«snob de l'ambition»

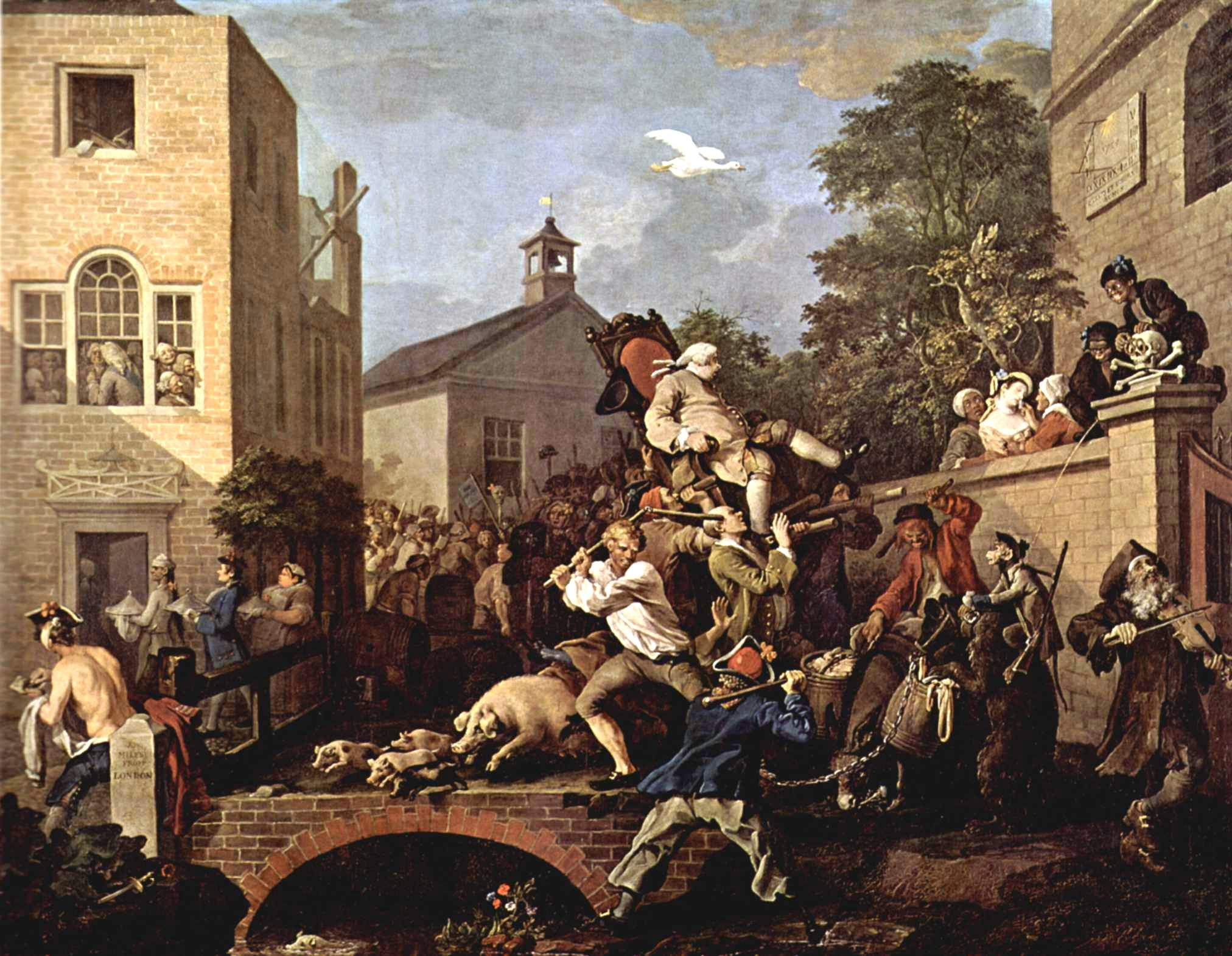
William Hogarth : satire des mœurs électorales.

Comme l'affirme Régis Ritz, Redmond Barry de Barryogue, alias Barry Lyndon, « n'est qu'un snob de l'ambition », un jour plumé et devenu spécialiste du plumage d'autrui, mais en son tréfonds, demeurant un pauvre Irlandais incapable de s'accepter comme tel. « Parvenu éhonté, aventurier de bas étage » (p. 244, 319, selon édition de 1975), la noblesse d'âme ne l'habite pas et, vivant en porte-à-faux de lui-même, il illustre ce que Thackeray écrit dans Le Livre des snobs : « Chaque cœur est une barque de la foire aux vanités » (chapitre XXXIX). Gueux il est né, gueux il va mourir, en homme blessé ayant osé secouer une société, figée dans ses refus mondains, qui, après une brève infatuation, l'a écrasé : tel est celui qui se raconte à ses contemporains.
À ce sujet, même si en 1856, et a fortiori en 1844, le terme « autobiographie » n'a pas encore acquis son sens définitif, non plus que l'ont fait les autres « synonymes » de l'époque, le genre des « Confessions » s'utilise souvent pour « confesser » des crimes, réels ou imaginaires – alors, ce sont des péchés –, et cette démarche conduit la plupart du temps à une forme de rédemption, qu'elle soit souhaitée ou non. En cela, les « Confessions » se démarquent de l'« Apologie » « qui relève le gant à la suite d'une provocation venue de l'extérieur [alors que] l'auteur de Confessions apporte un apaisement aux lancinements de sa conscience, […] entreprend d'exorciser les démons qui habitent son souvenir. ». Dans Barry Lyndon, bien au contraire, le héros même déchu, ne perd rien de sa gloriole, n'abdique en aucun cas sa superbe et, jusqu'au bout, demeure convaincu, non seulement de sa supériorité innée, mais aussi de sa totale innocence.
Pour l'avoir quelque peu gâté, Thackeray accable d'autant plus son personnage dans l'épilogue du roman, après que l'autobiographie proprement dite a pris fin ; en une phrase, appuyant le trait, il souligne sa régression jusqu'à l'état quasi post-embryonnaire : « […] jusqu'à ce qu'[il] tombe, sous l'effet de son addiction, dans un état proche de l'imbécillité, soigné par sa robuste vieille mère […] comme un bébé, et ne pleurant que lorsqu'il ressentait le manque de son verre de brandy » (p. 322).

#### Barry père et beau-père

##### Bryan le fils
Le rôle joué par Bryan reste forcément limité puisque le garçon meurt accidentellement. Il sert surtout de faire-valoir, son éducation reflétant le caractère de Barry, et sa disparition exposant le trouble mélange d'une souffrance paternelle et de la rage à avoir perdu une fortune. John W. Dodds souligne que sous la tutelle de Barry, « l'enfant est devenu un être grossier et cruel, dont le plaisir est de faire souffrir, entonnant des chants obscènes appris par son père, qui se saoule et, même en son jeune âge, présente toutes les caractéristiques d'un futur rakehell ». Il ajoute que ce débauchage délibéré d'un fils par un père « qui n'a de cesse de pleurnicher sur son fils adoré » est sans doute l'aspect le plus sinistre de cette histoire « qui ne bronche pas devant la laideur d'une telle âme ».

##### Bullingdon, le beau-fils
Barry n'a pas une parole aimable à son égard, se plaignant sans cesse de sa violence, de son impudence, voire de sa brutalité. Or Bullingdon, même vu au travers de ce prisme déformant, apparaît comme un garçon courageux, plutôt solide et surtout honnête, bon soldat, fils aimant et beau-fils respectueux, qui n'intervient par la force que lorsque Barry, dans sa furie, menace l'intégrité physique et la vie de Lady Lyndon. John W. Dodds montre à ce propos que l'ironie de Thackeray fait de cette relation le miroir renversé de celle que Barry entretient avec son vrai fils, la première présentant le tain, l'autre offrant la surface brillante.

### Autres personnages
Trois groupes de personnages s'organisent autour des trois principales intrigues : le clan Brady, la cour du prince Victor, Sir Charles Lyndon et son épouse Honoria (parfois orthographié Honoris) ; Mrs Barry, la mère du héros, semble tenir une place à part, en annexe de son fils.

#### Le clan Brady

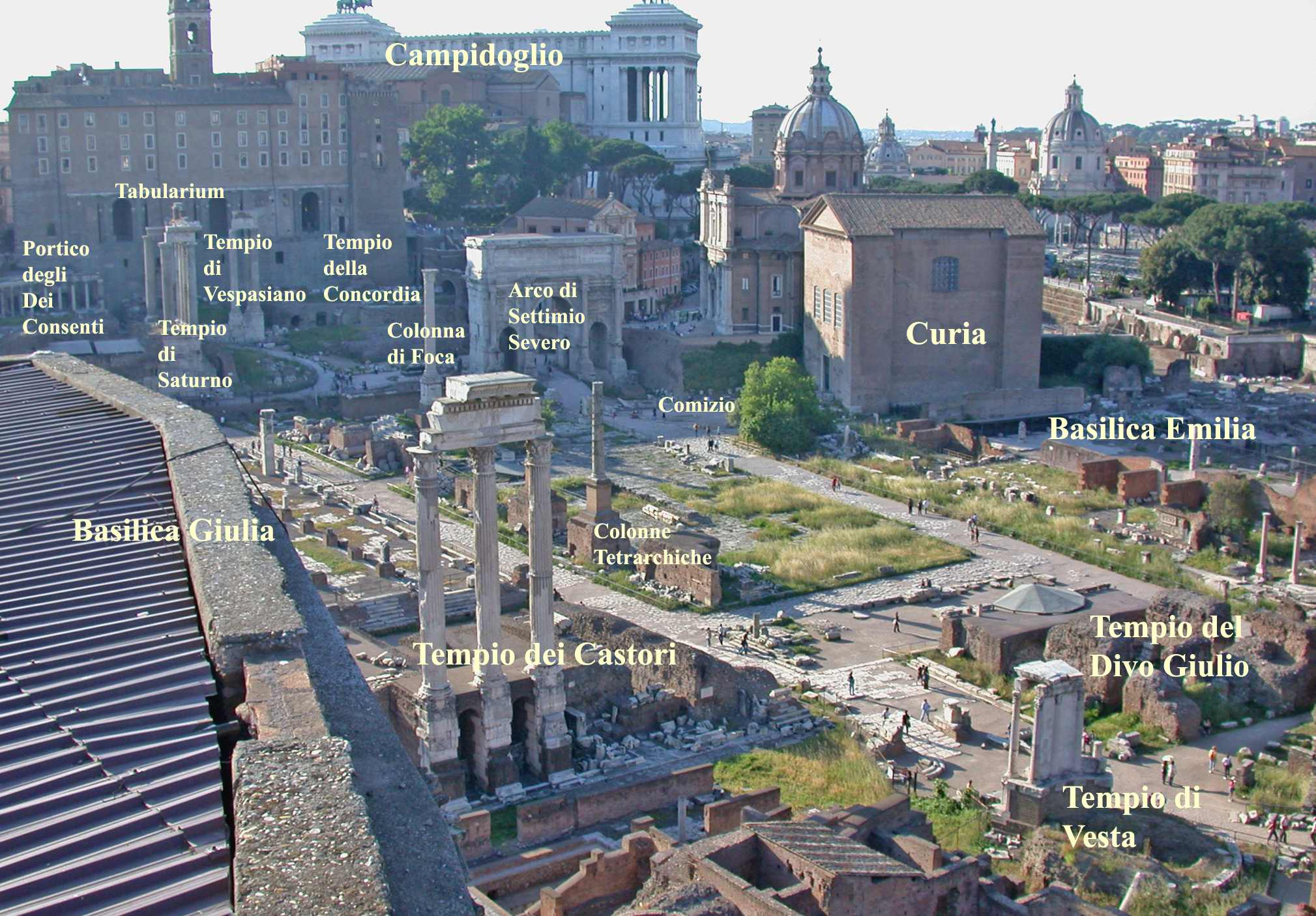
Vue d'ensemble du Forum Romanum (état actuel).

Comme son créateur, Barry est orphelin de son père, Roaring Harry (Harry le rugissant), dont le frère aîné est le seul Brady encore vivant : c'est le « Chevalier Borgne » Cornelius Barry, dit de Bali-Bari, expatrié en Allemagne, bavard, joueur, tricheur, qui s'érige en mentor de son neveu. Machiavel au petit pied, il dessine dans une lettre la tactique à suivre pour vaincre les résistances de Lady Lyndon (XV, p. 120-121). Malicieusement, Thackeray lui fait terminer ses jours en grande piété dans un couvent (p. 289).
De tous les Brady, apparaissent surtout trois des dix enfants, Nora et ses frères Mick et Ulick. L'amour de Barry pour cette cousine et le projet de mariage qu'elle entretient avec le capitaine Quin offrent des scènes de comédie plus que de psychologie, parfois parodiques. Ainsi, dans un élan de bravado souverain, Barry saute du pont à cheval avec Nora en amazone ; sans qu'il le sache, il s'agit là d'une parodie burlesque par laquelle Thackeray lui fait singer la légende de Marcus Curtius, qui, pour sauver Rome, s'est jeté tout armé à cheval dans le gouffre du Forum Romanum. Nora ne mérite guère ce fougueux empressement ; coquette, elle préfère l'argent au sentiment, son père et ses frères soutenant l'union projetée avec le jeune officier pour servir leurs propres intérêts. Lorsque Barry tue le gêneur de capitaine, Ulick s'exclame en un cri du cœur : « Tu nous as volés 1 500 £ par an ! » (p. 54). À la fin du roman, le fils de Nora et de Quin, lui-même appelé Redmond, figure comme régisseur de Barry à Castle Lyndon. L'apparente générosité de Barry envers ce rejeton de son ancien rival s'avère trompeuse (p. 312-313) et le clan finit par se venger du cousin imposteur.

#### La cour du prince Victor
Le roman y privilégie deux personnages féminins, la comtesse Ida et la princesse Olivia, qui nouent chacune une histoire amoureuse se terminant de tragique façon. Ces deux intrigues de nobles héritières sont conçues sur le même schéma en cascade qui parodie la chaîne classique (telle qu'on la trouve dans l'Andromaque de Racine : Oreste aime Hermione qui aime Pyrrhus qui aime Andromaque qui reste fidèle à son mari) ; Barry assiège une jeune femme qui le méprise, alors qu'un soupirant tient déjà la place. Le Chevalier de Magny, amant de la princesse Olivia, aspire à obtenir la main de la comtesse Ida qui soupire pour un petit enseigne sans le sou. Barry se lance dans de savantes manœuvres qui échouent quand le chevalier, acculé par les dettes, commet un meurtre sordide. L'infidèle princesse Olivia doit subir le plus terrible des châtiments et, dans une scène dont Thackeray a renforcé le côté dramatique, tente désespérément d'échapper à son sort (p. 187).

#### Sir Charles et Honoria, Lady Lyndon

##### Sir Charles

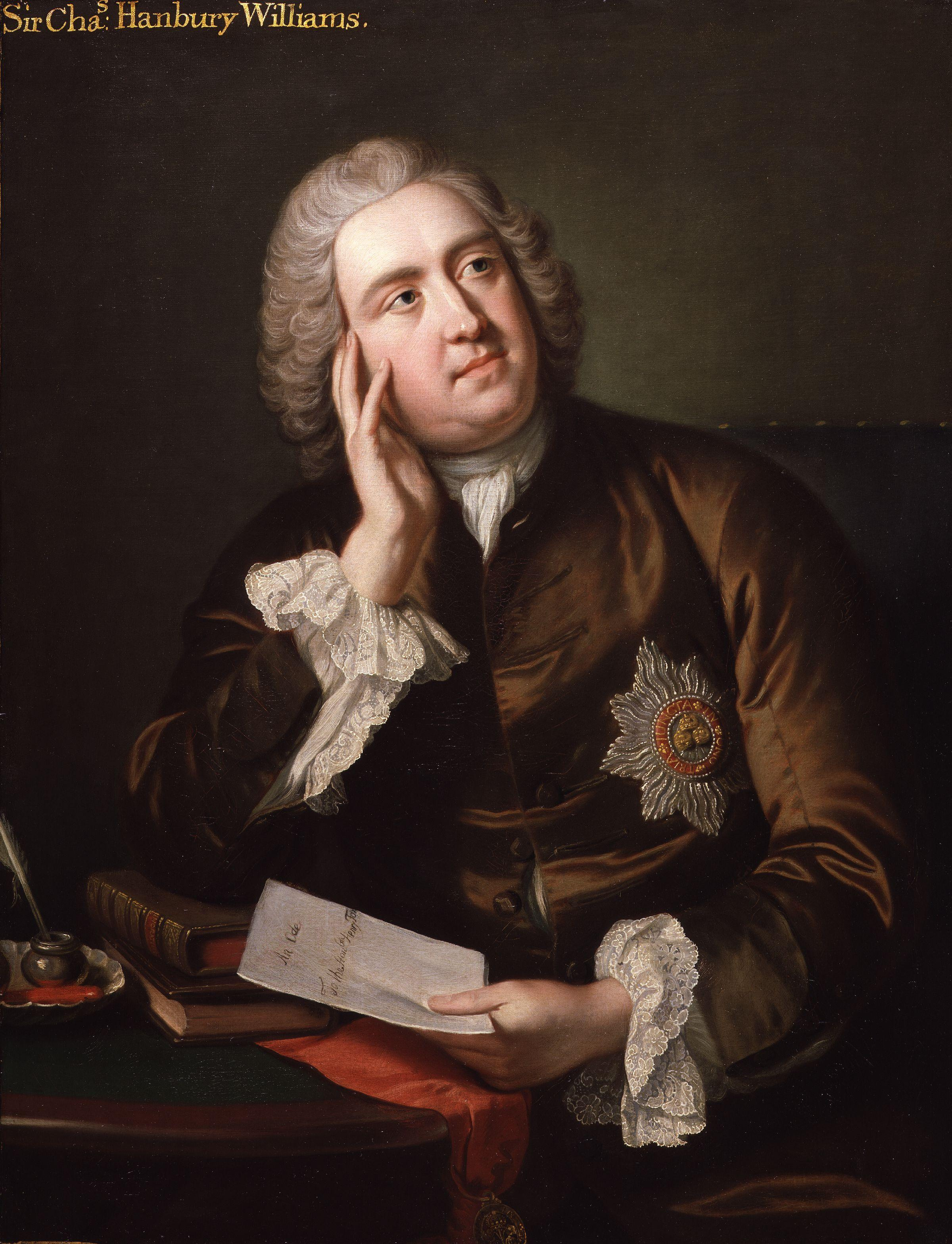
Sir Charles Hanbury Williams (1808-1859), qui aurait servi de modèle pour le vieux Sir Charles Lyndon, par John Giles Eccardt (floruit 1740-1779).

Thackeray s'est plu à brosser le portrait du vieux sir Charles (« Knight of the British Empire, Member of Parliament »). Libéral et libertin en un XVIIIe siècle qui ne l'est pas moins, joueur, buveur maintenant podagre et impotent, il garde son franc-parler à la manière du quinquagénaire Sir Roger de Coverley rendu célèbre par Addison et Steele dans The Spectator (1711), l'immoralité et le cynisme en plus.
D'après Thackeray Ritchie, la fille de Thackeray, ce personnage aurait été inspiré par un certain Sir Charles Hanbury Williams, KB (1708–1759), diplomate, satiriste et homme du monde, « à l'esprit affûté en un siècle d'esprit », dit Mrs Ritchie, qui joue un rôle important pendant la Guerre de Sept Ans comme plénipotentiaire à la cour de Russie où il présente Stanislaw Poniatowski à la Grande Duchesse Catherine Alexeïevna, future Catherine II. Si Sir Charles juge son jeune rival sans indulgence (p. 303), curieusement séduit lui aussi, il lui garde une amitié sans faille, même après qu'il l'a trahi.
Vieil époux d'une jeunesse, il sait bien qu'« il se présente toujours un candidat ou deux pour le poste » (p. 202, selon édition de 1975). En fait, roué (rake) sans foi ni loi et dupe de rien (p. 206), il professe l'amour domestique, mais à son profit : « Ce que je regrette le plus, dit-il, peut-être parce qu'aujourd'hui je suis vieux, blasé et à l'article de la mort, c'est que je n'ai jamais eu d'attachement vertueux […] il n'y a rien de tel que d'avoir à la maison un tâcheron pétri de vertu, […] no[tre] tire-botte mor[al] » (p. 203-204), et il est prêt à parier qu'il vivra assez longtemps pour voir pendu (p. 206) ce « Monsieur Barry » qu'il essaie par l'exemple de mettre en garde contre sa propre folie : « Prenez garde à la grandeur, M. Barry, avertit-il, […] depuis que je suis marié et devenu riche, je suis l'être le plus malheureux du monde. Regardez-moi, […] le mariage a ajouté quarante ans à ma vie » (p. 197).

##### Lady Lyndon
Deuxième personnage important du roman, Lady Lyndon reçoit toutes les attentions de l'auteur. Si Barry est l'homme d'une seule passion, l'arrivisme forcené, Lady Lyndon, plus complexe, se débat dans une société qui lui est cruelle parce qu'elle est femme. Pour tromper son ennui, elle cherche à se cultiver, pratiquant la théologie, s'adonnant aux histoires romanesques. Peu flattée par la nature selon Barry (p. 202) et peu amène (il dit d'elle que c'est « une mégère sans cœur » [p. 228]), elle éprouve une grande tendresse pour son cousin Lord George Poynings, dernier fils du marquis de Tiptoff, que Barry réussit à écarter. Pour ce dernier, en revanche, elle n'a que du mépris, tout en subissant le charme de sa fougue irlandaise et la persuasion de son éloquence « diabolique » (p. 247). Subjuguée, elle assiste à la ruine de sa propre fortune jusqu'à ce que, grâce à l'aide de Quin et de Poynings, et après que Barry a lancé l'injure suprême : « Quelle vieille idiote vous faites ! », elle se résolve à l'écarter. Pourtant, d'une certaine façon, elle lui demeure encore fidèle : il est dit dans la coda de Thackeray qu'elle l'a revu à Bath, alors qu'il s'y cache sous le nom de M. Jones, et auparavant, elle s'est élevée contre la bastonnade que lui inflige son fils Bullingdon (p. 324), et même, jusqu'à ce qu'elle meure, Barry « profita de son revenu », ce qui montre qu'elle n'a jamais cessé de se considérer comme « his lady » (« sa dame »). Victime de son époque, de son milieu, de son mariage avec un barbon, de sa rencontre avec un ambitieux éhonté, c'est, écrit Régis Ritz, « un portrait qui a dû avoir bien des copies conformes au XVIIIe ».

#### Mrs Barry, la mère de Redmond Barry (Lyndon)
Confiante en ses charmes : « Son teint brillait si naturellement qu'elle n'avait nulle nécessité de se servir du rouge si à la mode en ce temps-là [p. 21], […] se considérant comme l'une des plus belles, des plus accomplies et des plus méritantes femmes au monde » (p. 22), elle est présente du début à la fin, à l'aise en tous lieux car protégée par son accent et son goût anglais, « flattée qu'on l'appelle la belle veuve, et encore plus qu'elle soit connue sous le nom de la veuve anglaise » (p. 17). Elle cadenasse les sentiments de Barry, en bonne Irlandaise qu'elle est, ayant foi en la famille, le clan, le chef (ici, c'est elle, la veuve, qui le remplace). Barry écrit d'elle qu'« après la mort de son mari et une fois la retraite du deuil passée, elle vécut en sorte de décourager toute médisance […] Belle Barry observ[ant] une réserve dont la dignité touchait à la solennité, […] aussi empesée qu'une Quakeresse, elle déclarait que désormais elle ne vivait que pour son fils et pour le souvenir du saint qui l'avait quittée » (p. 20). Prête à se sacrifier et se dépouiller pour Barry, elle ne le perd pas de vue, en effet, lui écrivant d'au-delà des mers (p. 117), lui volant une visite sous un capuchon lorsque la réussite l'a provisoirement éloigné d'elle ; elle l'avertit, espionne à son profit, en particulier Lady Lyndon qui la hait, la traite de « monstrueux dragon en jupon, […] vieille robe à panier irlandaise, […] Sycorax épris de Caliban » (p. 305, 310, 306), mais pour Barry, et c'est peut-être le seul trait rédempteur de son caractère, toute mère, la sienne en particulier et Lady Lyndon mise à part, est un être différent, certes avec des défauts, mais unique parmi les femmes (p. 51).

## L'Histoire dans le roman
Dans Henry Esmond (1852), Thackeray s'occupe de la première partie du XVIIIe siècle, de 1688 (chute des Stuart) à la suite de la Glorieuse Révolution à 1714 (mort de la Reine Anne). Avec Barry Lyndon, c'est la deuxième partie (voir Les faits) dont il est question, si bien que ce siècle a été pour lui une seconde vie. Pour les Anglais, selon le Times Literary Supplement, c'est « [un siècle] profondément attirant, un monde de passions enflammées et d'amères controverses, de principes puissamment assis, avec le sens des folies et de l'hypocrisie humaines, et celui, plus profond, de la compassion ».
Telle est, en effet, l'image que Thackeray s'en fait.

### Limites imposées par l'intrigue et la forme narrative
L'histoire est présente dans l'ensemble du roman, sans pour autant en constituer la matière principale. En effet, Barry Lyndon est à la fois un roman historique et un roman domestique, ces deux composantes se trouvant plutôt juxtaposées que fusionnées. C'est la première partie qui abrite surtout l'aspect historique, alors que le héros passe de pays en pays avant de mener le siège systématique de la forteresse Lyndon ; la seconde se préoccupe davantage des démêlés que ce prédateur a avec l'épouse enfin gagnée.
D'autre part, tous les aspects du XVIIIe siècle ne sont pas évoqués. La Révolution française, par exemple, est mentionnée avec regret par Barry sans analyse ni commentaire, puisque le seul événement rapporté concerne l'arrivée d'émigrés royalistes ayant quitté le sol natal dès 1780, soit neuf ans avant l'explosion décisive. D'ailleurs, le narrateur rappelle que son choix de la forme autobiographique l'oblige à suivre les méandres supposés du personnage, et il avertit qu'il n'a rien d'un historien, restant incapable de la moindre analyse sérieuse : « Il y faudrait un philosophe ou un historien, écrit-il p. 75 (selon édition de 1975), plus qualifié que moi pour expliquer les causes de la célèbre Guerre de Sept Ans dans laquelle l'Europe s'est trouvée engagée. » De même, il se refuse à embellir son récit : « Je ne vais pas rendre compte de cette guerre de façon romantique. » (p. 110). À ce stade de sa vie, il est censé avoir appris beaucoup de choses, mais Thackeray le fait se limiter volontairement à ce qu'il a vu et connu, ce qui, d'ailleurs, conforte le héros dans la conviction de sa scrupuleuse honnêteté.

### La toile de fond historique
En gros, l'histoire commence en 1745 pour se terminer en 1814, alors que Barry a dépassé sa soixante-dixième année. Au début et à la fin de sa vie, les événements extérieurs ne font l'objet que d‘éparses allusions, Thackeray prenant bien garde que la fiction autobiographique ne soit pas mise à mal par des indiscrétions auctoriales. Le dernier fait historique majeur mentionné est la guerre d'Espagne, livrée par les Anglais et les Espagnols qui ont occupé le Portugal contre « Napoléon le Grand » [sic], au cours de laquelle, dans le roman, Lord Bullingdon est tué en 1811.
C'est donc légitimement la phase active de la vie de Barry qui donne lieu aux développements historiques les plus importants, soit une période d'environ vingt-cinq ans, de son départ d'Irlande en 1760 jusqu'à son arrestation et son emprisonnement deux années après la mort de son fils, 1785/1786. S'ajoutent à cela de multiples allusions à des occurrences mineures, d'ordre militaire, politique ou social, se déroulant aux Îles Britanniques, en Europe sur le « continent », particulièrement dans les nombreuses cours maillant l'Allemagne « où des souverains de pacotille jouaient au roi et à la reine avec des êtres humains comme pions », et aussi en Amérique.

#### Les faits

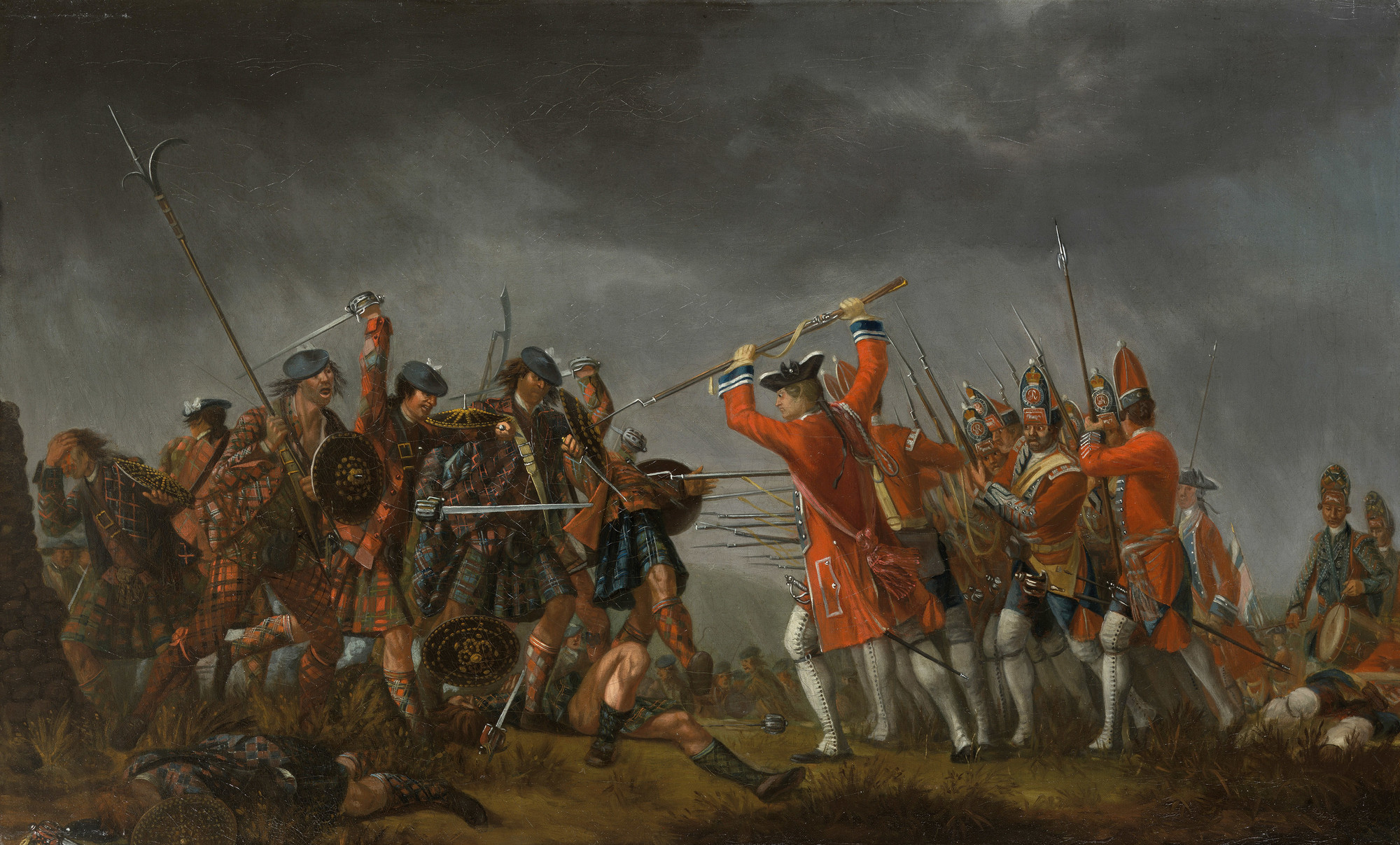
Bataille de Culloden, Écosse, 16 avril 1746, par David Morier.

L'histoire commence sous le règne de George II qui meurt en 1760, l'année où Barry quitte son pays natal. Le reste du livre se situe pendant le règne de George III (1760-1820), le monarque qui, dans le livre, refuse un titre de noblesse à Barry. Les deux grandes personnalités dominant le siècle sont Frédéric II (1712-1786) et Catherine II (1729-1796). Seul le premier de ces monarques joue un rôle significatif dans l'intrigue puisque le héros le rencontre trois fois. Selon le narrateur, « Catherine la Grande » a été sa « protectrice » (p. 215), sans que cela ait une quelconque importance dans les faits. Les rois de France Louis XV et Louis XVI ne sont pas mentionnés, les seules références à la France concernant, outre Voltaire et quelques écrivains ou artistes populaires à l'époque, celles à Madame du Barry et au baptême du dauphin, fils de Louis XVI et de Marie-Antoinette, en 1781 (p. 289). Quant à Napoléon, alors à Sainte-Hélène (où il meurt en 1821), il est affublé de l'appellation « the vulgar Corsican » (« le vulgaire Corse »), sobriquet que reprend George Bernard Shaw dans sa pièce de 1896 The Man Of Destiny (« L'Homme du destin »).
Les quatre événements majeurs se déroulant pendant les vingt-cinq années d'activité du héros sont la Rébellion écossaise de 1745, la Guerre de Sept Ans, la Question irlandaise et la Guerre d'indépendance de l'Amérique.

##### La rébellion écossaise
Elle est évoquée très tôt par Barry, p. 16 : « les malencontreux troubles écossais de 45 », et revient souvent dans le cours de l'histoire jusqu'à sa conclusion, sans que pourtant cet événement n'y joue le moindre rôle. Les Écossais, poussés par les difficultés que rencontre George II à Hanovre, vaincu par le Maréchal de Saxe (p. 26), lui livrent bataille pendant neuf mois et souffrent le 16 avril 1746, sous le commandement de Cumberland, frère de George III, la défaite de Culloden (mentionnée p. 30, 78). Le « Jeune Prétendant » (The Young Pretender) Bonnie Prince Charlie (1720-1788), qui se retrouve dans Henry Esmond, réussit à gagner le continent et meurt d'alcoolisme à Rome, ce que le chevalier de Bali-Bari mentionne deux fois : p. 127 « […] plus préoccupé de sa maîtresse et de sa bouteille de cognac que des trois couronnes », et p. 192 « Son altesse royale le Chevalier Charles Edouard saoul comme un vulgaire portier à Rome ».

##### La Guerre de Sept Ans

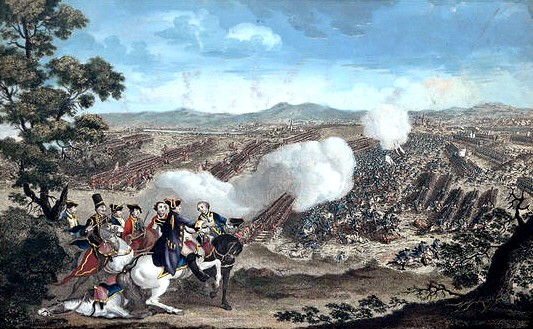
Bataille de Minden, gravure en couleurs d'origine anglaise, vers 1785.

Elle occupe une large part du roman, puisque Barry y combat, en particulier à la bataille de Minden (1er août 1759), Thackeray prenant soin de faire décrire par son héros ce qu'il voit et comprend des événements en cours, c'est-à-dire bien peu. Cette guerre, qui se poursuit de 1756 à 1763, soit vers la fin du règne de George II et le début de celui de George III, implique la France et l'Autriche contre l'Angleterre et la Russie. Barry Lyndon évoque pratiquement toutes les fluctuations des campagnes militaires : comment le duc de Cumberland (celui qui s'est gagné le nom de Boucher) est défait par les Français que commande le maréchal d'Estrées, amenant à la capitulation de Closter-Zeven en 1757 (p. 78), comment les Prussiens battent les Français de Soubise (1715-1787) à Rossbach en 1757 (p. 103), puis les Autrichiens à Lissa (p. 76), etc.
Dans sa description de la bataille de Minden, Barry tente laborieusement de rendre compte des mouvements de troupes, du manque de coordination entre les armées, ses impressions livrées de l'intérieur du combat rappelant par leur confusion celles, lors de la bataille de Waterloo, de Fabrice del Dongo, qui, à dix-sept ans, « n'y comprend rien » et dont Stendhal écrit : « il faut avouer que notre héros était fort peu héros en ce moment », au chapitre III de La Chartreuse de Parme, roman publié en 1839 et refondu en 1841, donc sept, puis cinq années avant le roman de Thackeray.

##### La question irlandaise

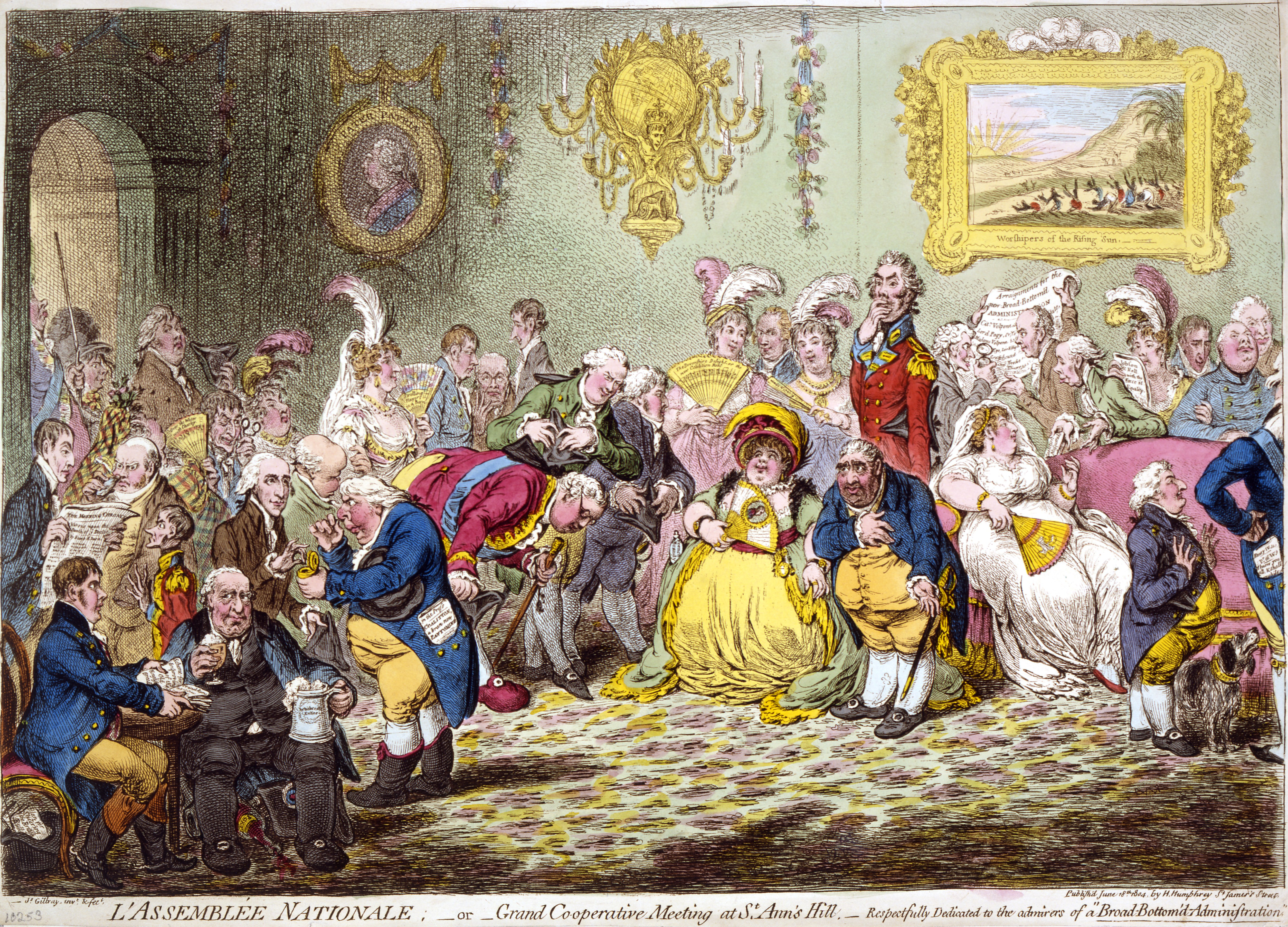
L'Assemblée Nationale, caricature par James Gillray (1851), réception chez Charles James Fox pour des amis du Prince de Galles opposés au gouvernement, reconnue pour sa ressemblance.

Elle hante le roman de bout en bout. Le narrateur évoque pratiquement toute l'histoire de son pays depuis le XIVe siècle. Ainsi à la page 13 se trouve une référence aux knaves, ces chefs de clan qui pliaient le genou devant le roi Richard II d'Angleterre (1377-1399) lors de son expédition de 1394-1395, ; Cromwell et sa brutale campagne irlandaise des années 1650, les White Boys (p. 209) et les Oak Boys (p. 237), ces groupes factieux sans but précis qui, formés sous le poids de l'oppression, pillent et tuent, tous sont mentionnés. De même en est-il de la relative autonomie dont Dublin bénéficie lors du retour de Barry, des problèmes religieux, de la domination des protestants minoritaires sur la population catholique, et, plus tard, de la révolte de 1798 et de l'Acte d'Union (Act of Union) qui s'est ensuivi en 1800, avec la dissolution du parlement irlandais, ce que Barry appelle le « dreadful pother » (« l'épouvantable vacarme ») (p. 264).
Le chapitre XIV de Barry Lyndon présente en un peu plus de deux pages un tableau de Dublin en 1771 (p. 215-217). L'Irlande, attachée à la couronne britannique, est dirigée par un Lord Lieutenant (p. 216), qu'assiste un parlement ; la ville est administrée par un Lord Mayor et une Corporation ; l'université, Trinity College, est également mentionnée, sans plus. Partout règne une pauvreté qui affecte l'ensemble de la société : les murs sont lépreux, le manque d'argent fait gonfler le porte-feuille de promissory notes (billets à ordre), les rues sont remplies d'hommes hirsutes et en lambeaux, incapables de s'exprimer en anglais, les auberges sont sales et sans confort, la capitale rivalise en décrépitude avec Varsovie ou « quelque ville européenne riveraine du Danube » ; vols et meurtres sont le lot de chaque nuit, des ramassis d'hommes et de femmes dépourvus de tout attendant leur victime le couteau à la main.

##### La guerre de l'indépendance américaine

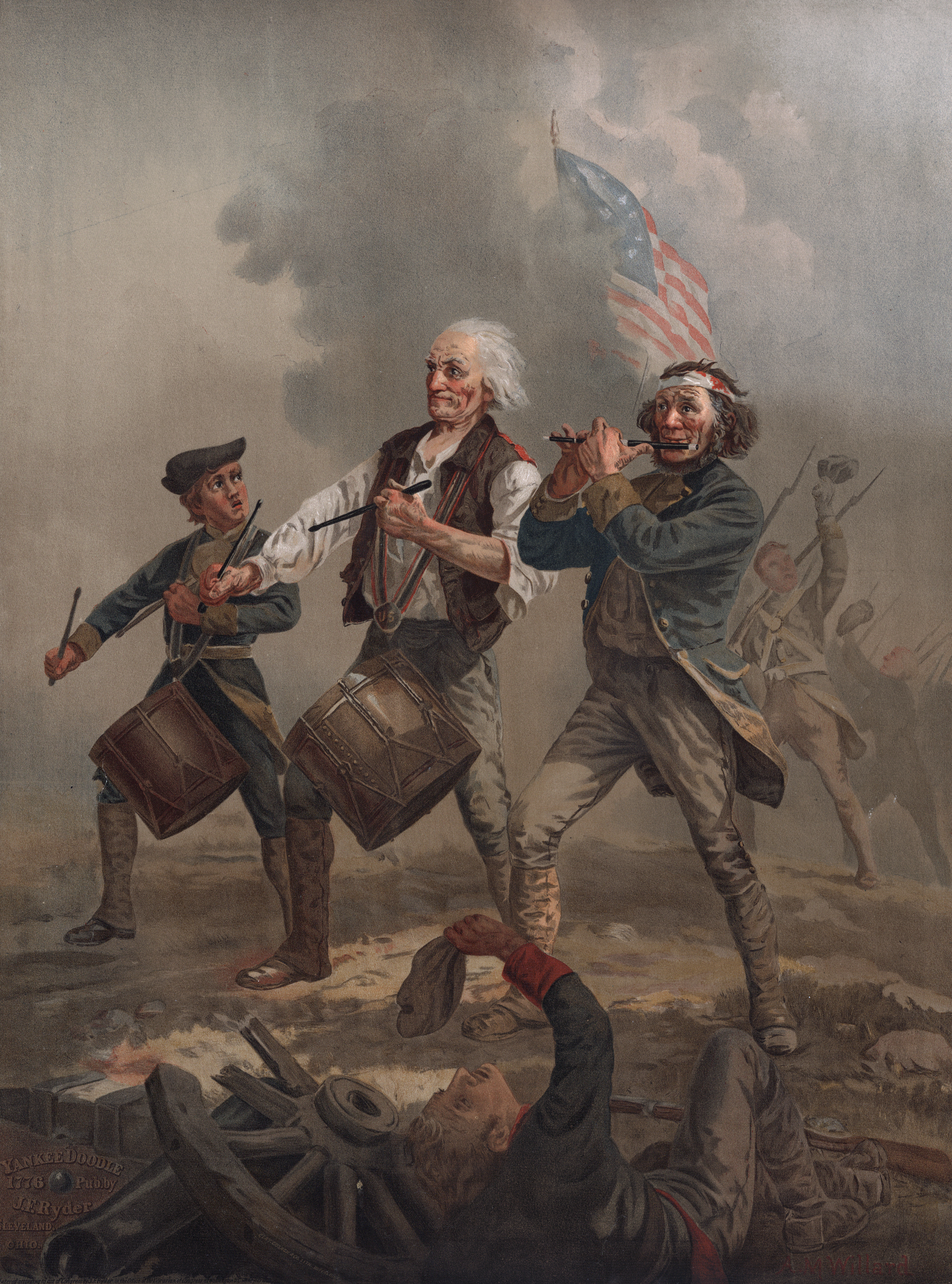
Guerre d'indépendance américaine : Yankee Doodle ou « L'Esprit de 76 », par A. M. Willard (1836-1918).

C'est ce que Barry appelle « The American Troubles » (« les désordres d'Amérique ») (p. 131). Elle apparaît plusieurs fois et se trouve évoquée assez longuement vers la fin du roman, du seul point de vue britannique, avec la mention de quelques épisodes militaires et du nom des généraux. Barry décrit plusieurs débats du parlement de Londres, l'élan patriotique, l'afflux des volontaires, la mise en place des régiments. D'ailleurs, il finance lui-même la traversée de l'un d'eux et encourage, pour s'en débarrasser, Lord Bullingdon à participer aux opérations au cours desquelles il est déclaré mort au combat. Le rôle de la France est lui aussi évoqué : à la déclaration de guerre du 10 août 1778, Barry quitte précipitamment Paris d'où les Anglais sont expulsés (p. 288), blâmant les « philosophes » qu'il juge responsables de ce « gâchis » « avec leurs idées de liberté et d'indépendance » (p. 268).
Ce fonds historique n'est pas plaqué artificiellement en deçà de l'intrigue. Au contraire, Thackeray y mêle étroitement la vie de son héros en un maillage précis et logique, si bien que l'histoire devient elle-même un ingrédient de l'action.

#### L'incidence de l'actualité

##### L'aspect historique

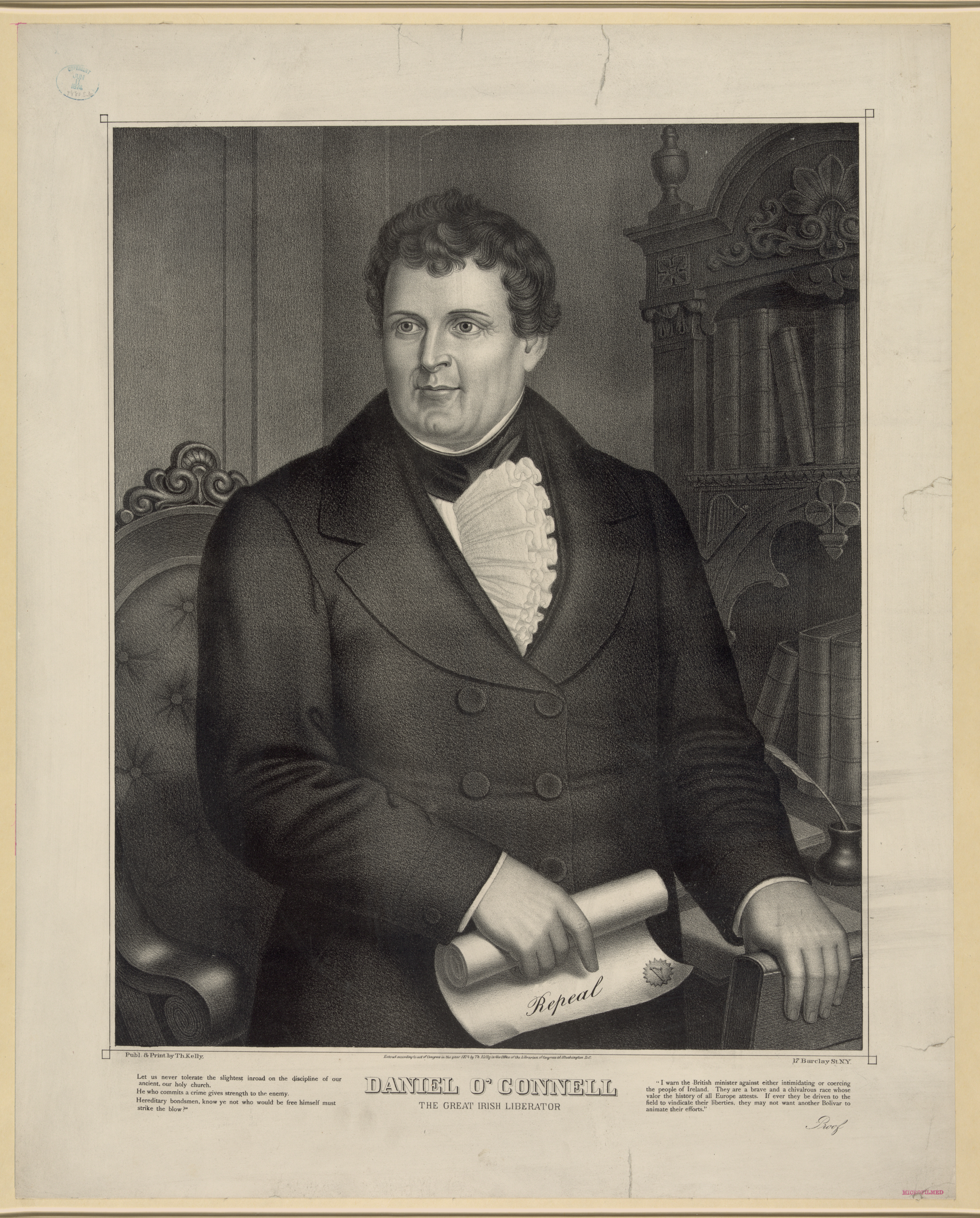
Daniel O'Connell que les Irlandais appellent « Le Grand Libérateur ».

Certains événements, survenus assez peu avant que Thackeray n'écrive son roman, semblent avoir influencé ses choix historiques. Tel est, en particulier, le cas des troubles en Irlande. Ceux de 1798, et l'Acte d'Union qui les a suivis, sont toujours présents dans les consciences quarante-six ans plus tard, et les turbulences secouant les deux nations perdurent malgré des gestes de conciliation comme l'acte d'émancipation catholique de 1829 (Catholic Emancipation Act), la « Loi en faveur des Irlandais pauvres » (Irish Poor Law), le Tithe Commutation Act de 1836 qui réorganise l'assiette des dîmes. Au début des années 1840, sous la conduite de Daniel O'Connell, la révolte gronde, et au cours des six mois précédant la publication de Barry Lyndon, pas un seul numéro du Fraser's Magazine qui ne s'en fasse l'écho. Un certain apaisement est apporté par l'écrasement de l'agitation dite du Repeal, c'est-à-dire visant à obtenir l'abrogation de l'Acte d'Union et par l'arrestation d'O'Connell.
Lorsque Barry retourne en Irlande, il est amené à réfléchir sur la situation de son pays et Thackeray prend soin de mettre dans sa bouche des propos destinés au public de 1844 : « Je sais que cette description irritera certains patriotes anglais qui n'aiment pas qu'on violente l'innocence de leur terre et s'indignent de ce que la vérité sur ce sujet leur soit dite […] » et plus loin, p. 264-265, « […] quoi qu'en puisse dire le Parti irlandais, c'était une ville de rien en ce temps-là […] ». Une telle phrase s'adresse, semble-t-il, au nouveau mouvement qui se dessine en Irlande après l'arrestation de O'Connell. En effet, le Fraser's Magazine se fait régulièrement l'écho des craintes du public de voir la guerre reprendre en Irlande : « Que Dieu nous protège d'une nouvelle guerre civile ! que les événements de 1798 se reproduisent en cette malheureuse contrée ! » écrit l'un des commentateurs en août 1843.
Barry Lyndon reprend aussi bien des thèmes que les œuvres précédentes de Thackeray ont développés, en particulier son Irish Sketch Book, publié en 1843 un an avant la parution du roman. L'image qu'il donne de l'Irlande diffère de celle qu'entretiennent les clichés traditionnels sur le pays et ses habitants. Pour Barry, point de « verte Erin » mythique, mais la poussière, les masures, la décrépitude de Dublin, les hordes de mendiants, les enfants affamés, les malotrus criminels. Lors de la publication, la grande famine, la « potato famine », s'annonce, et entre 1845 et 1847, un million et demi de personnes vont mourir de faim et un autre million dans les quatre années suivantes. De plus, les divisions créées par la religion se trouvent critiquées, mais comme si, chez Thackeray, se heurtaient sa loyauté envers la couronne britannique et sa tolérance naturelle : ainsi, Barry approuve l'Acte d'Union de 1800 en même temps qu'il dénonce les privilèges dont jouissent les protestants, ces « ignorants » qui ont préséance sur l'élite catholique, mieux formée pourtant (les prêtres sont envoyés à l'étranger pour se perfectionner), mais opprimée et exilée sur sa propre terre.

##### L'aspect social
Par son entourage et ses connaissances, Thackeray est décrit comme « un homme profondément gentil et tolérant, mais doté d'un esprit caustique le disposant à une satire impitoyable ». Ces deux caractéristiques affleurent dans Barry Lyndon, particulièrement à propos de la guerre, de l'environnement social et de son thème favori, le snobisme.

###### La guerre démystifiée
Thackeray n'a de sa vie vu de bataille. Peu d'écrivains victoriens se sont intéressés au sujet, ni Dickens ni George Eliot par exemple,. La guerre reste en littérature la noble pratique de l'héroïsme, tel que le chantent encore au début de la Première Guerre mondiale des poètes vieillissants, Kipling (1865-1936) ou Meredith (1828-1909) entre autres, antienne qu'entonne même le jeune Rupert Brooke (1887-1915) qui meurt du typhus à Gallipoli en 1915 (voir son célèbre poème If I should die, think only this of me),. En revanche, Thackeray montre et explique les réalités que cache l'héroïsme officiel, cette course à la gloire et à l'honneur, apanage des monarques et des officiers, alors que les soldats, mercenaires recrutés de force ou volontaires échappant aux famines d'Irlande, de Suisse ou de Pologne, condamnés au seul délassement de  (p. 79), deviennent, s'ils ne le sont déjà comme Barry, des voyous que la guerre rend encore plus immoraux : « Quels filous, quelles brutes ces hommes ne deviennent-ils pas à la guerre ! […] Quelle abondance de crimes, de malheur, d'esclavage réunis pour toute cette gloire ! » (p. 79).

###### La cacocratie
Bien que la shabby-genteel society soit évoquée, à travers, essentiellement, Mrs Barry mère ou les Fitzsimmons, le roman donne surtout à voir les membres de l'aristocratie, but suprême, il est vrai, de l'ambition de Barry. À ce titre, l'histoire ne se limite pas à l'Angleterre et à l'Irlande, mais visite de nombreuses cours dans toute l'Europe, celles de France, de Prusse, de Russie, d'Autriche, et évoque les grands noms du XVIIIe siècle. Barry prend soin de rendre compte des différences entre les nations, de ce qu'il appelle leur « splendour » respective, mais le verdict porté sur la classe dirigeante ne varie pas avec les frontières. Partout, même corruption, intrigues, assassinats, espionnage, abus de pouvoir (particulièrement vifs chez les diplomates, p. 131) ; et ce qui se passe en famille est à l'image des turpitudes d'en haut. Par cet intérêt pour l'aristocratie, Thackeray se distingue de ses contemporains plus préoccupés de la bourgeoisie (Dickens), de la paysannerie (George Eliot) et du peuple des villes (Dickens) (Mrs Gaskell). Lui, il dresse le sombre tableau d'une élite dont la dégénérescence et la décadence rejoignent les bas-fonds, une cacocratie.

###### Le snobisme
Le snobisme, thème de prédilection pour Thackeray, transpire à chaque page du roman. Son héros appartient à la catégorie du « snob irlandais » que Thackeray décrit dans son Livre des snobs en 1848, mais il n'est pas le seul ; sa mère Mrs Belle Barry et le chevalier de Bally-Barry (Bali-Bari) sont fascinés par la généalogie et l'héraldique, donc par les titres, et entretiennent les mêmes préjugés raciaux, antisémites ou xénophobes. Barry est à ce point touché par cette dernière maladie que, tout Irlandais qu'il est, il n'a de cesse de se gausser de ses compatriotes dont il déteste l'accent, les façons et les goûts, ayant oublié qu'il les partage avec eux.

#### Le traitement de l'histoire
Thackeray, contrairement à Dickens qui crée son univers, dont les lois diffèrent de celles qui régissent le monde réel, reproduit celui qu'il connaît de par ses fréquentations, ses voyages et ses lectures. À ce titre, son premier souci concerne l'exactitude dont il ne se départ jamais ; les faits sont vérifiés (la chronologie n'est prise en défaut qu'une seule fois, lorsque Barry quitte l'Irlande, à seize ans, en l'an 1760, puis prend part à la bataille de Minden (voir La Guerre de Sept Ans) qui, en réalité, s'est déroulée en 1759) ; les lieux sont également fidèles dans le détail des églises, chapelles, palais, jardins, eaux, hôtels, auberges, ports, marais, écoles, marchés, quais, cérémonies ; de plus, hormis les personnages fictifs, le héros et ses proches, tous les personnages évoqués agissent conformément au souvenir que l'histoire en a gardé : ainsi en est-il des rois, chefs d'État, généraux, artistes, écrivains, membres du parlement, mais aussi d'Edmund Burke, Oliver Goldsmith, Joshua Reynolds, Voltaire, François Boucher, et bien d'autres.

##### L'effet de réel
Dans une lettre, Thackeray énonce sa conception du roman : « L'art du roman, écrit-il, est de représenter la Nature, de communiquer le plus fortement possible le sentiment de la réalité ». « Le sentiment de la réalité », c'est ce que Roland Barthes a appelé l'effet de réel. À ce compte, le plus petit détail a son importance, celle, écrit Barthes, d'affirmer la « contiguïté entre le texte et le monde réel concret, celui-ci étant perçu comme une référence absolue n’ayant besoin d’aucune justification ». L'exemple qu'il donne est celui du baromètre que Flaubert inclut dans sa description d'un intérieur dans Un Cœur simple. Thackeray procède de la même façon, chaque détail étant minutieusement rapporté : l'aigle à deux têtes de la Prusse ou l'aigle bicéphale russe (p. 112), celui à une seule tête de l'Autriche (p. 112), les barrières noires et blanches de la frontière prussienne, celles, jaunes et vertes, de la Saxe, etc.

##### Le pittoresque de la vie
Autre aspect du réalisme, le pittoresque de la vie quotidienne, ici au XVIIIe siècle. L’esthétique pittoresque s'est trouvée théorisée par William Gilpin (1724-1804) qui l'a définie dans son Essay on Prints (1768), comme « ce genre de beauté qui est agréable dans une peinture » (« that kind of beauty which is agreeable in a picture »), et en a décrit les règles dans ses Trois essais sur le beau pittoresque. Gilpin s'intéresse beaucoup aux images (pictures) qui accompagnent la description et justement, Thackeray a l'art de rendre ses tableaux de la vie du siècle par de minutieuses vignettes où sont reproduits la texture, la composition, les plans. Pour les besoins de l'intrigue, il se limite à la vie des soldats et de l'aristocratie, mais partout où se rend le héros, que ce soit Dublin, Londres ou le continent, vêtements, nourriture, boissons, jeux, superstitions (par exemple, renverser du sel), coutumes, goûts et passions en vogue (la pierre philosophale, l'astronomie) se trouvent relevés dans leur contexte, si bien que se recrée l'atmosphère de ce temps passé : « les accessoires de scène, écrit J. F. Stephen, [étant] décrits avec la même vivacité et la même vigueur que le sujet principal ».
À ce stade, la question se pose de la double authenticité : celle du narrateur et, au-delà, celle de Thackeray, deux imaginations fictivement superposées, la première émanant forcément de la seconde. Faux problème, sans doute, car, comme l'écrit Robert Ferrieux, « L'autobiographie s'affirme comme le genre du présent, flexible, insaisissable. Elle ne copie rien mais recrée tout à l'image d'une fidélité secrète. […] Elle ne se présente pas comme l'agenda du passé ou le mémento de l'histoire mais tend à découvrir et à formuler […] les valeurs fondamentales de la destinée. Impuissante à fixer l'image terne de la réalité objective, elle s'oriente tout entière vers la patiente élaboration de l'être personnel ». Autrement dit, le XVIIIe siècle de Thackeray ressemble à ce que lui restitue sa mémoire livresque, au moment même où il écrit, une évocation qui bénéficie du double capital de l'érudition acquise et de la sensibilité présente.

##### L'absence deromantisme
Contrairement à Balzac, cependant, Thackeray n'est pas adepte des longues descriptions. Dans Barry Lyndon, à part deux exceptions (le retour de Barry au Château Brady en Irlande et la transformation de Hackton Castle avec l'aide de M. Cornichon), les lieux et les événements historiques servent de décor et de milieu, sans que du romantisme à la Michelet, ce « prince du signifiant » aux « pensées empanachées », comme dit Roland Barthes, ne vienne colorer la réalité d'imagination. Dans Barry Lyndon, le monde que recrée Thackeray est celui qu'il pense avoir existé et non celui qu'il aurait voulu qu'il fût (voir, par exemple, lors de la bataille de Minden, l'« étrange, terrifiante coutume du meurtre d'enfant », p. 78-79, 111).
À cet égard, le romancier se situe dans la veine du Dr Johnson (1709-1784) qui recommande de ne pas cacher les dures réalités de la vie, d'inclure le moindre détail, « positif aussi bien que négatif », par exemple la « condition épouvantable des soldats et des marins, qui languiss[ent] dans l'humidité et la putréfaction, démoralisés, désorientés, gémissant et suffoquant, […] renversés ou balancés enfin dans les abîmes de l'océan, sans conscience ni souvenir »,.
Tel qu'il est présenté par Barry, le XVIIIe siècle est une période virile, « pas une époque lavette » (« no milksop times ») ; c'est aussi l'ère du raffinement auquel, comme le regrette le narrateur, la Révolution française a mis un terme. Avec elle « le panache et le respect » s'en sont allés. À ce titre, The Memoirs of Barry Lyndon est un roman de la nostalgie. Comme l'a écrit le Times Literary Supplement, le siècle choisi aura bien été « une seconde vie » pour Thackeray, « une époque riche en amers conflits et en passions enflammées, de principes très fermes aussi, et empreinte de folie humaine et d'hypocrisie mêlée de la compassion ».

## Technique narrative
Pour J. Y. T. Greig, Barry Lyndon représente « une nette avancée dans l'art de raconter une histoire et celui de la satire », et il cite Oliver Elton (1861-1945) qui en dit que c'est « un formidable exploit de ventriloquie »,.
Jacqueline Fromonot, quant à elle, a étudié les deux versions de Barry Lyndon (1844 et 1856) (ainsi que Vanity Fair) à partir de la notion d’« horizon d’attente », en particulier ce qu'elle appelle « la relation de déférence créée par le narrateur et escomptée par le lecteur, de la satisfaction duquel dépendent, à l’époque, les ventes de chaque épisode de romans publiés sous forme de feuilletons ». Elle explique que « [.…] le narrateur thackerayen promet […] véridicité, exhaustivité si nécessaire, pertinence et clarté dans la démarche, selon un pacte de lecture tacite […]. Or, [existe] la volonté de remettre en cause et de décevoir le lecteur, tant au niveau des thématiques abordées […] qu’en termes de conduite du récit […]. Un horizon d’attente est ainsi créé mais aussitôt déçu, dispositif propre à fragiliser, voire à heurter le lecteur […] La démarche thackerayenne n’est pas sans évoquer aujourd’hui la figure du décept […] ».

### La publication en feuilleton

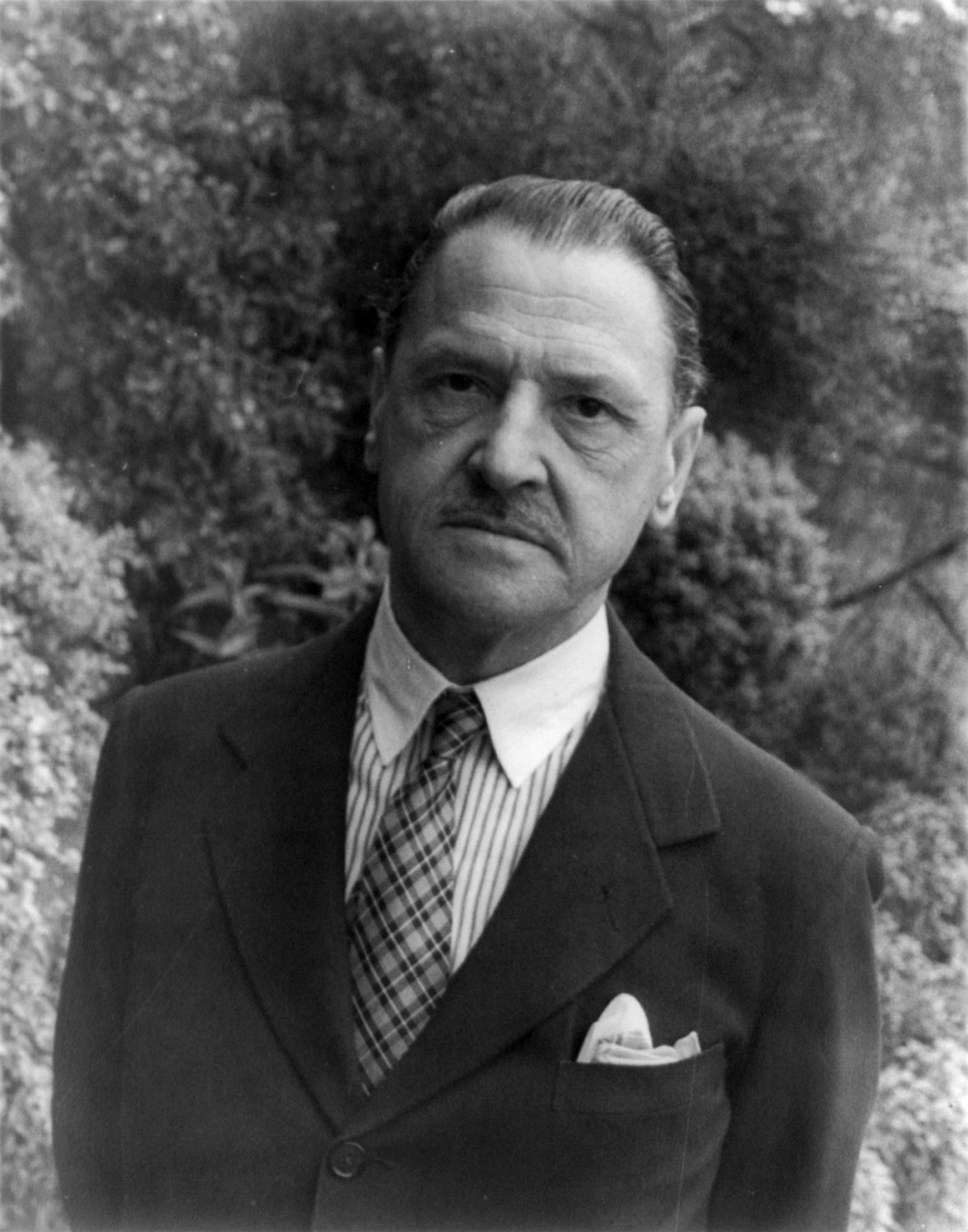
William Somerset Maugham qui écrit que toute œuvre a un commencement, un milieu et une fin.

Dans un article consacré à Oliver Twist, William T. Langfork s'attarde sur les contraintes de la publication mensuelle ou, pour Dickens, parfois hebdomadaire. Cette forme de publication, dite by instalments ou serial publication, imposée par les circulating libraries (bibliothèques ambulantes), a des exigences auxquelles les romanciers victoriens ont dû, peu ou prou, se plier.
Elle exige déjà que le livre soit découpé en chapitres, chacun correspondant à une livraison. Ces chapitres doivent obéir à des impératifs dictés par une stratégie d'écriture destinée à garder la fidélité du public. Ainsi, pour informer et appâter tout à la fois, l'intitulé annonce le déroulement des faits de façon à donner l'envie de les lire, d'où un certain flamboiement sémantique et souvent beaucoup de piquant. Barry varie la personne de ses titres : tantôt il emploie celle du récit, la première (I-III, IX, XIII, XVIII), tantôt la troisième (IV-VIII, X-XI, IX), ce qui impartit, vu la répartition des chapitres, un tour plus personnel au début et à la fin. Autre obligation : en principe, le nombre de pages est strictement limité, ce qui gêne parfois l'auteur prolifique ; pour autant, les événements foisonnent, sinon le lecteur risque de n'être plus tenu en haleine. Se produit donc une sorte de bourrage informatif dont la source ne tarit pas.
À cela s'ajoute la contrainte redoutable de donner à chaque chapitre une autonomie narrative comprenant, pour reprendre la terminologie employée par Somerset Maugham, « un début, un milieu et une fin », ce qui implique, après la montée en puissance, un apogée dramatique (ou comique), une série d'événements bien ficelés et une conclusion bouclant l'ensemble tout en faisant miroiter la livraison à suivre. Aussi, dans Barry Lyndon, le dernier paragraphe est-il souvent à double tranchant, par exemple celui du chapitre XV, où Barry quitte le salon de Lady Lyndon, gratifie le portier d'une bourse, le remercie de lui avoir ouvert et lui annonce que désormais, il aura à le faire très souvent, manière d'aiguiser, pour reprendre l'expression de Jacqueline Fromonot, « l'horizon d'attente du lecteur ».
En général, Thackeray a respecté ces exigences, sauf celle concernant la longueur des chapitres. Dans Barry Lyndon, en effet, la longueur est adaptée aux faits rapportés. Le premier et le dernier chapitres (27 et 30 pages) encadrent des ensembles, dans leur majorité, de 12 à 15 pages, trois (XII, XVII, XVIII) en comportant de 20 à 23, enfin un seulement sept (VIII). Les plus courts décrivent le malheureux mercenaire dans l'armée prussienne, puis le joueur et l'escroc, et cette sobriété est revendiquée par le narrateur sous le prétexte qu'il n'a pas envie de trop s'attarder sur cette partie, somme toute peu heureuse, de sa vie. Les chapitres s'allongent à l'approche du mariage, la montée s'amorçant au chapitre XIV qui représente un point de culmination et s'achevant avec la coda du XIXe siècle où l'auteur, omniscient, clairvoyant et doué d'ubiquité, prend directement la parole. En quelques pages, il scelle le sort des personnages secondaires restés en suspens et surtout, il rapporte les détails de la fin du narrateur, le héros de l'histoire, devenu de facto et au vu et su de tous, cet anti-héros qu'il n'a jamais cessé d'être. Chute due, rappelle Thackeray en une triade lapidaire, seule entorse directe à sa prétendue neutralité, « à la témérité, la méchanceté et la perversité ». C'est à cette occasion, que maître du suspense, il révèle enfin au lecteur, quelques pages avant la fin, la réalité de « ce lieu de résidence paisible, cette calme retraite, [etc.] » dont il a été question dès le début sans autre précision : c'est la prison, Fleet Prison. Par une suprême habileté ironique, il souligne ainsi le contraste entre les faits et leur désignation et une réalité sordide, apparemment paradoxale, promue au rang de point d'orgue narratif (p. 321, le roman se terminant p. 325).
Dans Barry Lyndon, Thackeray a profité plutôt que pâti des contraintes de la serial publication. Issu d'une liste déjà longue de récits en forme de reportage, le roman accuse encore son style journalistique rivé au présent de l'action, le passé historique restant le temps du présent au passé. À chaque instant son événement, à chaque événement sa charge dramatique, à chaque charge dramatique son effet, la concision, le tempo allant con moto, avant que ne surgisse la séquence suivante,.
Cette tendance se trouve encore accentuée par la présentation autobiographique.

### La forme autobiographique
Lorsque Barry retourne en Irlande après onze années, il s'écrie : « Je crois qu'un homme n'oublie rien », affichant par là sa confiance en la mémoire. C'est bien le postulat préalable à toute forme autobiographique. Le titre donné au roman par l'éditeur comporte le mot « Mémoires », vocable recouvrant encore en 1856 presque toutes les formes d'expression de soi. Ici, cependant, il s'applique parfaitement au contenu, quoique Barry utilise aussi le mot « autobiography » dans son récit. Sauf une fois, à son arrivée à Dublin, jamais le héros ne tente de pénétrer le secret de son être intime. Pour autant qu'il le sache, il est transparent et sans mystère. Or, comme l'écrit Robert Ferrieux, « […] [l'auteur de mémoires] est un homme habité par la conviction qu' […] il est digne de passer à l'histoire. Cela implique qu'il présuppose son importance au regard des faits à relater, qu'il a conscience de sa valeur […], qu'il possède une belle confiance en soi. Les mémoires ne sont pas l'apanage des humbles […] L'auteur de mémoires […] s'intéresse à une fraction de sa vie dans la seule mesure où elle a coïncidé avec des événements au centre desquels il s'est trouvé placé. Au fond, il ne s'intéresse au passé que parce qu'il n'est plus, justement, qu'un homme du passé ».

#### Problème de vraisemblance

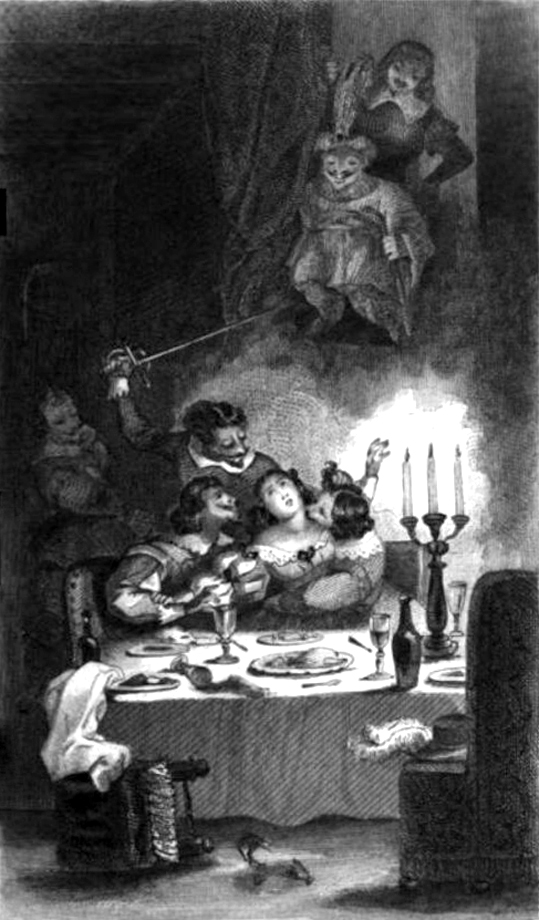
Asmodée, le Diable boiteux, en compagnie de Don Cléofas Léandro Perez Zambullo, épiant un foyer, par Napoléon Thomas.

Thackeray a voulu un narrateur si convaincu de sa propre importance, en effet, et aussi de sa sincérité, protestant de sa franchise, voire de son angélisme (candour), qu'il ne lui vient jamais à l'idée qu'ils puissent être mis en doute. Pour cela, Barry s'adresse constamment au lecteur, l'interpelle, le prend à témoin (« […] you may be sure », p. 244, selon édition de 1975), etc. Pour autant, cette protestation compulsive de bonne foi est à double tranchant : lorsque Barry rapporte les événements de la guerre, sa liberté d'interprétation reste très limitée puisqu'il se trouve au cœur de batailles où il n'en peut mais ; et quand il devient le maître des intrigues qu'il manigance, par exemple pour conquérir Lady Lyndon, sa vision des choses reste forcément partiale : dans le premier cas, outil entre les mains de l'auteur, il sert de reporter ; dans le second, confiné au rôle du méchant qui lui est imparti, il affiche une mauvaise foi creusant peu à peu le réalisme voulu par l'auteur, puisqu'elle n'a de cesse d'accuser la noirceur de ce soi-disant chevalier blanc.
Pour compenser l'insuffisance d'information générée par l'usage de la première personne, qui resserre nécessairement les champs de vision et d'écoute, Thackeray a conféré au narrateur une sorte d'omniscience avec focalisation zéro y compris, en multipliant très rapidement ses déplacements, d'où cette ubiquité qu'allégorise son prédécesseur français Lesage (1668-1747) dans Le Diable boiteux (1707), où Asmodée entraîne Don Cléofas Léandro Perez Zambullo, Écolier d'Alcala, par la cheminée des toits pour épier l'intimité des foyers. De fait, Thackeray transporte Barry d'une capitale à l'autre et le place au cœur des événements, en contact avec toutes les strates de la société, le bivouac, le tripot, les salons huppés, la cour des princes et des rois, peuplés d'une foule de personnages divers et hauts en couleur. Il fait aussi appel à la technique du discours rapporté par des tiers, eux-mêmes dans le feu de l'action (par exemple la tirade de Quin p. 312), réalisant ainsi un faisceau de focalisations internes dont l'angle de perception, par adjonction, équivaut pratiquement à celui du narrateur hétérodiégétique. Autre technique : la justification a posteriori d'une donnée désormais considérée comme acquise, alors que le narrateur ne pouvait en avoir été le témoin ; par exemple, p. 246, Barry ajoute après coup, comme en un aparté, « J'ai eu tous les détails de la conversation par le compagnon de Madame, ce qui augure du meilleur en ce qui me concerne ». Dernier procédé, tout à fait en accord avec le caractère du héros, l'habitude qu'il revendique sans aucune honte de l'eavesdropping, c'est-à-dire de « l'écoute aux portes ». Cette mine de renseignements supplémentaire prend plusieurs formes, in vivo ou par procuration, espionnage de sa femme par Mrs Barry mère (p. 303), domestiques soudoyés, lettres détournées et impudemment ouvertes (celles de Lady Lyndon lui sont remises par le portier qu'il a acheté [chapitre XVI, p. 244]), utilisation de tiers experts en la matière (le capitaine Thunder, spécialiste des mariages [p. 236]), façons habiles d'accabler moralement le personnage et en même temps de s'approprier l'information nécessaire.
Enfin, l'auteur ou l'« editor » (le rédacteur) ne répugne pas à ajouter des notes de bas de page, dont certaines, il est vrai, ont été supprimées de l'édition de 1856 (« Parvenu à 1856, écrit John W. Dodds, il s'est bien rendu compte qu'un si beau lys n'avait plus besoin de dorure »). Ainsi, p. 121, l'expression d'un doute quant à la véracité des dires du narrateur, et p. 260-261, une petite dissertation sur la notion de « rogue », ou encore p. 262, un commentaire sur la date présumée de la rédaction des Mémoires, estimée à l'an 1814 « environ » « dans la calme retraite où le sort avait bien voulu que résidât l'auteur vers la fin de sa vie ».

#### La«structurationa posteriori»(Georges Gusdorf)
Outre sa franchise sans cesse proclamée, Barry rappelle souvent la nécessité qu'il a d'ordonner son récit, et ce, dès le début du roman : « […] ces hauts faits pour lesquels j'ai connu la gloire seront ici présentés de façon ordonnée » (p. 29). Pour ce faire, il entreprend de procéder à une sélection parmi les événements ; par exemple, il affirme ne pas désirer trop s'étendre sur ses expériences de jeu, non plus que sur ses aventures galantes ni même sur ses pérégrinations européennes. Derrière ce choix, cependant, se niche une tactique narrative de decoy, c'est-à-dire de leurre, consistant à minimiser l'importance de certains faits pour mieux préparer à leur impact. De plus, cet ordre post-établi nantit les faits passés d'une importance plus psychologique que réaliste ; selon le point de vue du narrateur, partie-prenante qui parle, les descriptions s'allongent ou se raccourcissent, et sa vision du passé se colore malgré lui des choix qu'impose son statut de narrateur héritier d'un héros déchu, reclus à vie dans sa prison londonienne.
En effet, tout récit à la première personne bénéficie d'une logique du présent projetée à rebours sur les événements du passé, structuration a posteriori que Georges Gusdorf a appelé le « péché originel de l'autobiographie ». Comme l'écrit Robert Ferrieux, « L'homme, en effet, mis en face de tous les éléments contradictoires, de toutes les crises incohérentes qui ont constitué la trame même de son existence quotidienne, ne peut s'empêcher, afin de se donner l'illusion rassurante de se comprendre et se forger un sens, de classer les données en un système et organiser ses souvenirs selon la logique a posteriori qu'il impose à son passé. Il devient, en quelque sorte, le chef d'état-major à rebours de sa vie ». Barry Lyndon ne fait pas exception : cette vie présentée dans le roman paraît, en effet, extrêmement bien structurée, avec des découpes géographiques, des croisements guerriers, flambeurs ou amoureux, des causes et des conséquences, des apogées et des nadirs. La logique qui ordonne le passé relevant de l'émotion, sentiments, passions et haines se trouvent cristallisés par l'effet accumulateur du temps en des traits fixes qui durcissent le souvenir. Le dénominateur commun de ces amertumes semble être la haine qu'éprouve le narrateur envers Lady Lyndon, que prolonge et amplifie une détestation généralisée de la gent féminine, à l'exception de sa mère – thème récurrent tel un leitmotiv du début à la fin.

#### La pseudo-autobiographie

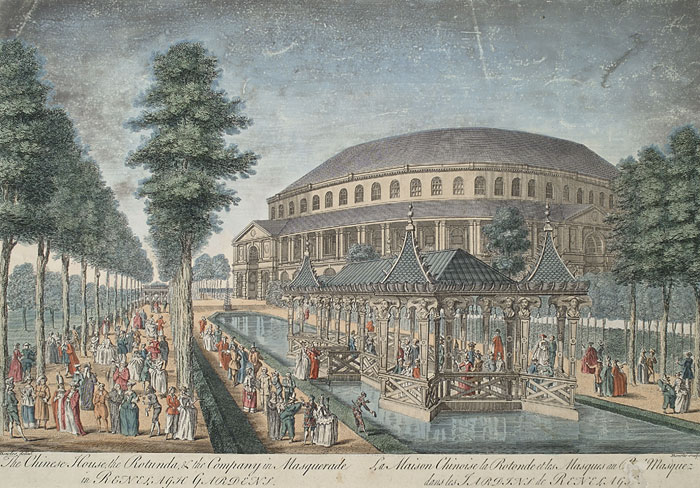
La Rotonde à Ranelagh Gardens (Londres), où Barry rencontre Mme de Liliengarten (gravure de Thomas Bowles, 1754).

Une certaine ambiguïté persiste quant à l'identité de la voix qui parle dans ce livre et les lecteurs du Fraser's Magazine s'y sont un peu perdus. Au premier abord, la voix appartient à Redmond Barry, vieil homme, qui considère ses toutes premières expériences, par exemple son penchant pour Nora, avec beaucoup d'ironie amusée, puis laisse peu à peu l'amertume, la rancœur et la haine prendre le pas sur sa bonne humeur initiale. S'ensuit un constant va-et-vient entre le présent et le passé, et aussi entre le passé et le futur (dans le passé).
De plus, à travers lui, et en principe prononcées à la va-vite sans grand discernement, se donnent à entendre les opinions de tierces personnes, surtout sur lui-même, mais aussi sur divers événements et épisodes. La technique de « l'histoire à l'intérieur de l'histoire », dérivée de la « play within the play » (« pièce à l'intérieur de la pièce ») du théâtre baroque, comme la scène des acteurs à la fiole de poison dans Hamlet, est facile d'utilisation et très en vogue au XVIIIe siècle ; Thackeray l'utilise pour les histoires de Blondin dites par Barry, celle du « Candidat » par lui-même ; et ce qui s'est passé dans le Duché de X est raconté vingt ans après les faits par la vieille Madame de Liliengarten (Madame du Jardin des Lys) rencontrée lors d'une promenade avec Lady Lyndon dans la Rotonde de Ranelagh Gardens à Chelsea (chapitre XII, p. 172 sq.). À ces voix s'ajoute la lecture de nombreuses lettres : celles de Barry à sa mère, du chevalier de Bali-Bari à son neveu, de Lady Lyndon à George Poynings, auxquelles se mêlent aussi des extraits de journaux intimes.
Dernier avatar de la pseudo-autobiographie, l'intervention du pseudo-éditeur, George Fitz-Boodle, remplacé ensuite par Thackeray, qui, au beau milieu du récit, du moins celui de 1844 car certaines interventions ont été retirées en 1856, exprime ses doutes quant à la véracité de ce qu'avance Barry, par exemple sur le nombre de duels qu'il a livrés, ou qui commente divers traits de son caractère. À la fin, après la mort de Barry, c'est lui qui complète le récit à sa façon avec, lors de la parution mensuelle de 1844, une leçon philosophique retranchée de la deuxième édition.

## La caricature: une ironie à double-tranchant
Henri Suhamy établit un parallèle entre l'hypocrisie et l'ironie, qu'il déclare à la fois « complice[s] et antagoniste[s] », puisque les deux fondent leur démarche sur le moyen de la dissimulation. En revanche, les risques encourus se situent à l'opposé, la première craignant d'être démasquée et la seconde redoutant l'absence de perspicacité des lecteurs. De fait, Thackeray l'ironiste contrefaisant l'hypocrite passe auprès de ses contradicteurs pour un hypocrite au second degré, risque d'autant plus grand que son ironie se dissimule à l'intérieur d'une autre dissimulation, celle de l'hypocrisie des personnages, y compris du héros, se déployant avec la virtuosité grimaçante et bouffonne des caricatures. Bouffis d'imposture, censés servir de repoussoirs, Barry et ses complices, comme leurs victimes le plus souvent, pratiquent l'enflure du trait et sombrent dans la démesure. Suhamy note que « le mensonge ne pouvant, par nature, s'exercer avec ostentation, se crée une distance féroce entre l'attitude décrite et la caricature ironique de sa description ».
Selon James Fitzjames Stephen, qui publie un compte-rendu du livre à sa parution en volume (1856) : « Être capable, en toute décence et bienséance, d'élire domicile au cœur d'une canaille et fripouille invétérée, et de montrer comment, le plus naturellement du monde et sans le moindre démenti ou camouflage, il se prend bona fide pour le meilleur et le plus grand des hommes, est sans aucun doute l'une des tâches les plus délicates qui puisse être imposée à un auteur ; pourtant, Mr Thackeray l'a entreprise et s'en acquitte à la perfection […] ».

### L'interrogation ironique
Toute l'attitude de Thackeray, dans l'intention, la conception, la présentation, est, en effet, fondée sur l'ironie. Selon Larousse, l'ironie, du grec ancien eirôneia (interrogation) est une « [r]aillerie consistant à ne pas donner aux mots leur valeur réelle ou complète, ou à faire entendre le contraire de ce qu'on dit. ». Au départ, cependant, demeure la racine grecque (εἰρωνεία) : en effet, l'ironiste « interroge », c'est-à-dire qu'il ne prend rien pour argent comptant, qu'il arrache les masques et les habits trompeurs. Pour ce faire, il utilise une voie détournée, souvent en sens inverse du commun, car ce mystificateur emploie un code à découvrir par qui veut apprécier la teneur du propos.

### Barry, agent de l'ironie
À première lecture, Barry Lyndon dégage un effet comique trompeur : comme on rit de Candide alors que c'est un livre d'amertume, on s'amuse prodigieusement avec Barry, et les Victoriens ont cru qu'il avait la part bien belle pour un monstre apologiste de l'immoralité. En cela, Thackeray s'inscrit dans la lignée des ironistes du siècle précédent ; pour autant, la forme autobiographique du roman et le caractère du héros en font un plaidoyer pro domo, qui plus est conduit par un criminel convaincu d'être irréprochable. Ses armes ? Sans doute pas l'humour qui, selon Thackeray, « implique le rire, mais plait aux larmes ». Dans sa conférence sur Swift, il explique : « Si l'humour n'était fait que du rire, vous ne vous intéresseriez pas plus aux écrivains humoristiques qu'à la vie privée du pauvre Arlequin […] L'écrivain humoristique a pour credo d'éveiller et de guider votre amour, votre bonté, votre mépris de la contre-vérité, la prétention, l'imposture, votre tendresse pour les faibles, les opprimés, les malheureux […] ». De l'amour et de la bonté, Barry n'en est certes pas gratifié, lui dont les lamentations sur son fils disparu s'alimentent d'un pathos larmoyant d'alcoolique, ce qu'il est bel et bien dans sa prison alors qu'il rédige, et son indulgence amusée pour son oncle et sa mère montre qu'il approuve les comportements sordides dont ces personnages douteux ne se privent pas. Au contraire, Thackeray lui a donné le sarcasme, l'esprit ravageur, la virtuosité méchante. Ainsi, à la première lecture, s'impose sa verve inépuisable à l'encontre des personnages côtoyés, experte à ridiculiser les travers, les tics mentaux et surtout les prétentions. En cela, Thackeray exerce sa satire par délégation et Barry lui sert de fidèle agent, ce que Colby résume en écrivant : « Thackeray fait de son héros quelque chose comme un substitut de lui-même en tant qu'auteur » (« a surrogate for himself »).

### Barry, objet de l'ironie

#### L'auteur, tel Dieu «invisible mais présent» (Jean Racine:Athalie)

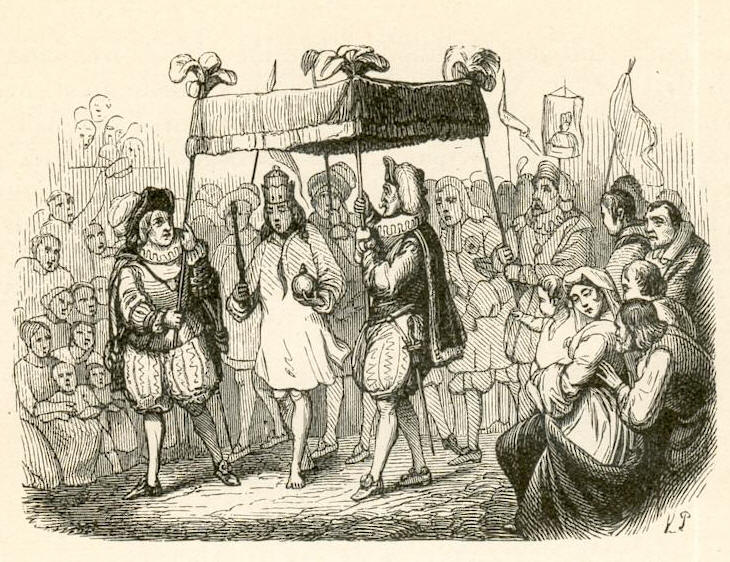
Le roi nu, dessin anglais de 1849.

Seul de tous les personnages rencontrés dans le roman, Barry est directement épargné par les redoutables talents rhétoriques qu'il déploie, son auto-satisfaction et son pharisaïsme inébranlables l'en dispensant aisément. Plus subtile est donc une seconde lecture, où l'ironie frappe en creux celui-là même qui la manie si ostensiblement. Derrière le narrateur se profile alors l'auteur qui, décapant sans bruit le brillant vernis, sape ce braillard stupide, « jouant, comme l'écrit Henri Suhamy, […] sur un double-clavier, ou le double barillet d'une arme offensive, qu'il dirige tour à tour vers la cible de son choix ». Parfois, Barry joue ce rôle spontanément, tel le petit garçon dans Les Habits neufs de l'empereur de Hans Christian Andersen, qui est le seul à dire la vérité. Ce procédé est lui aussi inspiré des auteurs du XVIIIe siècle Le Sage, Voltaire, et il a encore une belle carrière devant soi, par exemple dans Le Brave Soldat Chvéïk de Jaroslav Hašek (1923).

#### L'ironie ressortissant auxadianoeta
Le plus souvent, cependant, Barry reste inconscient, ou pour reprendre la métaphore du livre, moralement borgne (one-eyed), comme l'est physiquement son oncle Bali-Bari. Alors, l'ironie ressortit fondamentalement aux adianoeta, le double-entendre des Anglais, s'appliquant non pas à un mot mais au discours tout entier et, au-delà de ce discours, au type même du personnage qui le tient. Subrepticement, le lecteur se trouve conduit à rechercher le contre-pied de ce qui est dit, à considérer le normal comme anormal, le allant de soi comme vicieux, l'honneur comme le comble du déshonneur.
Robert A. Colby donne un exemple de ce renversement : « common [roturier/ vulgaire], précise-t-il, est l'une des épithètes préférées [de Barry], mais uniquement valable pour autrui » ; et il cite une réflexion que le narrateur fait assez tard dans le roman : « Il y avait une grande différence entre un gentleman et un roturier en ces temps-là (ceux de sa jeunesse) » (chapitre XVII, p. 263), et plus loin, « […] un génie d'essence supérieure sait dans l'instant comment surmonter les difficultés qu'un esprit ordinaire juge insurmontables » (chapitre XVI, p. 236). « C'est alors, conclut Colby, que le lecteur comprend qu'en essayant de le convaincre de sa supériorité, Barry lui offre à voir sa vulgarité princeps ».

#### «L'effet boomerang» ou «l'ironie antiseptique»
C'est ce que Robert A. Colby appelle encore « l'effet boomerang », précisant que Thackeray a placé dès le début du roman un paragraphe servant d'amorce ; c'est lorsque, p. 13, Barry s'écrie : « […] j'ai appris à cordialement mépriser les prétentions à une noble naissance de ceux dont la généalogie ne dépasse pas celle du laquais qui cire mes bottes, […] qui se vantent d'un domaine suffisant pour nourrir un cochon comme s'il s'agissait d'une principauté ; alors que la vérité m'oblige à préciser que ma famille était la plus noble de l'île, et sans doute du monde tout entier ». John W. Dodds utilise une autre formule suggérant une technique narrative en quelque sorte « auto-nettoyante » : « tout l'art est là, écrit-il, [dans] une ironie antiseptique ».
Pour ce faire, Thackeray partage avec son héros l'arsenal des procédés comiques dont il dispose, ses personnages, Barry le premier, apparaissant comme de fieffés hypocrites, donc de merveilleux acteurs qui se donnent en représentation aux autres et à eux-mêmes, en vrais snobs qu'ils sont. La bouffonnerie naît du décalage entre leur comportement et les justifications enflammées qu'ils en donnent, ou, démarche inverse, entre les principes énoncés et leur mise en œuvre concrète. Par exemple, le Chevalier de Bali-Bari se vêt d'une tartufferie religieuse bientôt partagée par Barry, puis par Lady Lyndon qui la travestit en rite social. Pour sortir cela du fatras, Thackeray truffe le discours de son héros de style indirect, manière élégante, par exemple, de sélectionner les expressions les plus mensongèrement outrancières trouvées dans ses lettres (par exemple « le plus respectueux de ses admirateurs ») et d'appliquer in vivo les principes qu'enseigne le Paradoxe sur le comédien de Denis Diderot : « C'est l'extrême sensibilité qui fait les médiocres acteurs ; c'est la sensibilité médiocre qui fait la multitude des mauvais acteurs ; et c'est le manque absolu de sensibilité qui prépare les acteurs sublimes ». Les mots se prennent alors à changer de sens, ressortissant à un code du langage que le lecteur sait maintenant déchiffrer : ainsi, « bien élevé » veut dire « terrorisé » ou « débauché », « mon amour » signifie « ma garce », « ami » à coup sûr « complice », « consoler » probablement « avoir des relations sexuelles » (les deux partenaires, Barry et Lady Lyndon mentent de concert en prononçant ce verbe, mais chacun avec un mensonge antagoniste de l'autre), « raison » s'apparente à « machiavélisme », bref, les mots à l'air le plus innocent se chargent de significations véreuses, et bien entendu, le complot diabolique imaginé par Bali-Bari semble à Redmond « plein de bon sens pratique », antiphrase ironique condensant sa totale vacuité morale.

#### «Le monde sens dessus-dessous» (Gabriel Marcel)
Ce code du langage correspond à un code du comportement enfermant les êtres dans un circuit vicieux et clos de relations stéréotypées, telles celles qui régissent les jeux de cartes les plus frauduleux : au cours de la pseudo parade nuptiale, Barry applique à la règle les caractéristiques de l'amoureux transi mais violent, réplique au masculin du badinage auquel Lady Lyndon elle-même s'est livrée avec lui quand, se prenant pour Calista, la belle Arcadienne qui, changée en ourse, se fixe en une constellation, elle le considérait comme son Eugenio, le « bien né » en grec, petit nom éminemment antinomique du personnage. En somme, c'est elle qui lui a appris à séduire et qui, par l'ironie de la fortune, se retrouve responsable de son propre tourment ; dans ce « monde sens dessus-dessous » (Gabriel Marcel), où victime et bourreau se confondent, l'amour, même voulu innocent et futile, a valeur de contrat : cette femme a imprudemment contracté des dettes d'amour envers Barry, tout comme il a, lui, des dettes de jeu, et, il le répète à satiété, « une dette, cela se paie ».

#### La cocasserie des noms
Moins subtil mais efficace, surtout pour les lecteurs de l'époque avertis de tous les événements et potins en cours, l'emploi de noms cocasses (voir boîte déroulante), pratique héritée du XVIIIe siècle et reprise par beaucoup de Victoriens, en particulier Dickens (M. Crook, M. Podsnap, M. Bumble, etc.), noms au sens parodique, qui décrivent de façon burlesque en même temps qu'ils jugent. Plus directes encore, les nombreuses leçons de morale dont Barry gratifie en toute innocence le lecteur dont il entend parfaire l'éducation, l'abreuvant de préceptes d'anti-morale au nom d'une rentabilité dont l'évidence devrait, au nom du simple bon sens selon lui, s'imposer à tous.

### Un style d'imitation

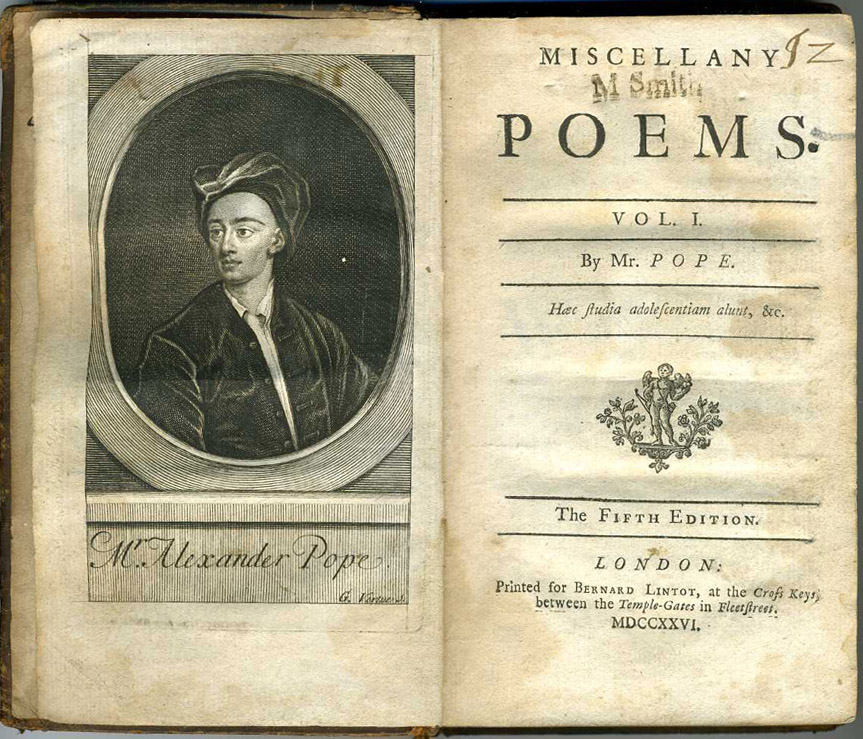
Première édition de poèmes par Alexander Pope (1726).

Tout cela est dit en un style aux composantes variées et dont la complexité, à l'instar de celle de l'ironie, se révèle peu à peu. Il est d'abord déterminé par le fait que Barry Lyndon est l'autobiographie d'un incorrigible hâbleur, d'où, outre la verve déjà mentionnée, l'enflure permanente poussée jusqu'à la parodie. Par exemple, d'assez nombreux passages sont écrits en style pseudo-héroïque (« mock-heroic »), en particulier lorsque se déploie la métaphore du jeu, style hérité des auteurs du XVIIIe siècle, poètes (Pope) et romanciers (Fielding, Smollett). S'ajoutent à cela un net parti pris d'oralité, ce qui entraîne la grande importance accordée au lecteur, surtout masculin (la femme n'est qu'objet négligeable pour Barry), la pléthore de dialogues, la mise en scène théâtrale des situations.
La convention romanesque fait aussi que Barry, vil imposteur et bouffon prétentieux, rustre sans éducation, s'exprime avec une élégance de langage qui, jurant avec la vulgarité de son caractère, va croissant alors que grandit son iniquité. Thackeray, sur ce point, garde son autonomie d'écrivain et, aux dépens d'un réalisme attendu, accentue sa présence ironique par ce décalage qui s'apparente à une tromperie, ce que Jacqueline Fromonot appelle le « décept ». Barry possède donc la clarté et l'élégance des prosateurs de son siècle, jongle avec des mots disparus en 1844 (comme les objets qu'ils représentent), développe ses périodes en un rythme souvent ternaire, bref s'avère un adepte du classicisme à l'anglaise, celui que représentent les maîtres à écrire de Thackeray, Addison et Steele, hommes de journaux eux aussi.
Addison et Steele sont des essayistes, pratiquant un genre a priori méfiant de l'imagination. De fait, par delà le brillant et la verve, la virtuosité dont fait preuve Barry reste circonscrite à des limites bien balisées : point d'images ni de métaphores, peu de descriptions (Dublin et Hackton Castle font exception), l'univers est aisément reconnu par les lecteurs du Fraser's Magazine. À la différence de Dickens qui crée un monde à sa façon, en un acte poétique (et de poïésis), où le comique côtoie la chaleur du sentiment, avec ses propres lois physiques (défiant la pesanteur par exemple, comme M. Pocket dans Les Grandes Espérances qui décolle du sol en se soulevant par les cheveux), le verbe de Barry reste dans le registre du glacé, même en pleine verve, suprême ironie révélant le désert moral du personnage et de la société où il évolue, un traité par l'exemple en somme, net, précis, exact, sur l'hypocrisie qui se niche chez tous les hommes et au cœur des institutions.

## La critique sociale
Dans l'introduction de sa traduction du Book of Snobs, Las Vergnas loue l'« acuité de la griffe » de son auteur. De fait, sans en gommer les attraits, le narrateur de Barry Lyndon déploie sa verve pour souligner les défauts de son siècle. Certes, le XVIIIe siècle ainsi révélé est empreint de raffinement, celui des belles constructions, des jardins à la française, des soieries ; cafés et clubs regorgent de beaux-esprits et de « bons vivants » (p. 195, selon édition de 1975) ; les champs de course et les stations balnéaires sont à la mode ; la noblesse a le vent en poupe, sauf les aristocrates français en exil qui sont méprisés pour « leur lâcheté » (p. 141). Les hommes sont galants, assure Barry de sa prison : « Il y avait de la galanterie… habitude guère comprise en nos temps si grossiers et si terre-à-terre ».
Le mot « galanterie », toutefois, placé dans la bouche d'un pareil fripon, incite à la prudence. En fait, ce récit contient d'amères leçons, tant sont perceptibles les vices et la laideur des passions.

### La soldatesque à la guerre
Outre l'horreur des recruiting parties (p. 69), des navires (p. 71), des batailles, des victimes (le capitaine Fagan, le lieutenant Fakenham en particulier), la satire de Thackeray insiste sur le sort des officiers subalternes, des sous-officiers et des soldats du rang. Ces mercenaires à bon prix ne vivent que de l'espoir de pouvoir partir ou déserter : Jack Bolter, jeune officier courageux, renonce à la vie militaire dès qu'il hérite de son oncle et il prouve sur le pré que « […] quitter la profession des armes était affaire de prudence et désir de profiter de son argent, certainement pas de la couardise » (p. 274) ; cet adieu aux armes est autorisé aux gentilshommes, mais les simples soldats, pour échapper à la mort, n'ont comme recours que la hideuse pratique du child murder (p. 111).

### Le jeu et l'alcool
Le « jeu professionnel », comme l'appelle Barry, exige une réelle expertise de la tricherie. Ce vol distingué s'apparente, selon lui – dans le sillage de Beaumarchais et de Voltaire – au trafic permanent des notables, courtiers, marchands, avocats, médecins, qui sont encensés publiquement pour leur malhonnêteté au lieu d'être condamnés. Aussi, vivre de la tricherie et le reconnaître (p. 165), c'est ouvrir la porte à l'escroquerie, au chantage (voir le chevalier de Magny), et à toutes les turpitudes : lettres privées ouvertes sans vergogne (p. 234), domestiques soudoyés (p. 233, 310), le parfait honnête homme est devenu un malhonnête parfait.
L'excès de boisson concerne toutes les classes sociales : nobles et gueux, riches et pauvres, ecclésiastiques et profanes. Le Prétendant que Barry rencontre à Rome est « saoul comme un portier » (p. 192) et Bullingdon en profite pour l'éliminer (p. 283). Barry, qui contracte « la fièvre rhumatismale, la gravelle et un désordre du foie » (p. 146) finit, alors que la nature se venge, dans une crise de delirium tremens (p. 322).

### L'honneur à l'envers

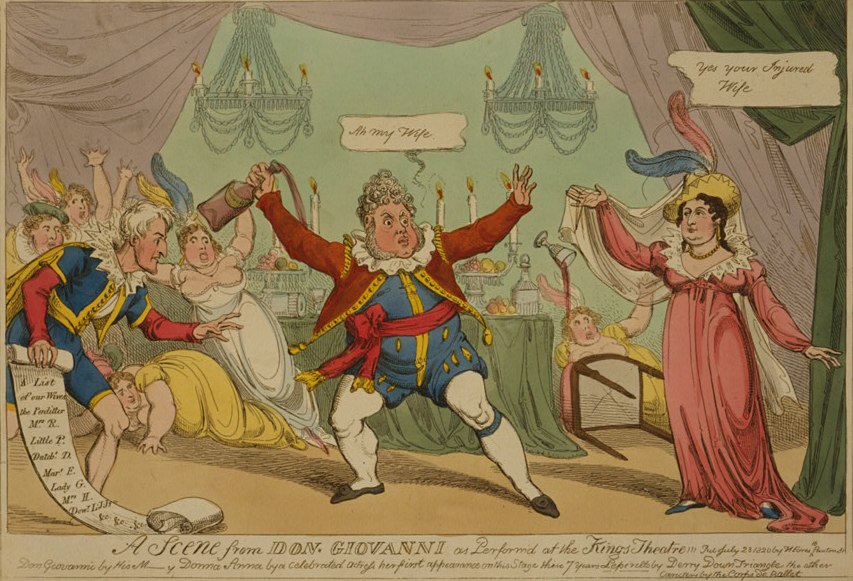
Don Giovanni, à Londres en 1820. À gauche, Leporello, l'infamante liste à la main.

Barry modèle sa vie sur les manières des aristocrates, partageant leurs idées sur la femme, suivant la tradition des duels pour réparer l'honneur qu'on dit perdu. Sa misogynie le persuade de la première à la dernière page qu'il est victime de la rouerie et de la duplicité des femmes, et aussi de leur incohérence. Il rêve d'une épouse sage à la maison (p. 259), qui le laisse courir sa bonne fortune. Conformément au mythe de Don Juan, après avoir offert à l'envi la liste de ses conquêtes, il proclame sa haine envers ses victimes dans un long passage enfiévré, écho pompeux et vociférateur de la liste (Acte I, 4. Aria « Madamina, il catalogo è questo ») que clame alla burlesca Leporello dans le Don Giovanni de Mozart (p. 166-167). Pour lui, la femme n'est qu'objet de plaisir et d'enrichissement (p. 119) ; c'est cela qu'il appelle « ses idées romantiques » (p. 150).
Convaincu que la femme est dénuée d'intelligence, il s'irrite mais ne s'étonne pas qu'elle ne comprenne rien au vénéré « point d'honneur » (p. 142). Lui est expert en honneur et sort l'épée pour dénouer toute situation délicate (p. 228). Parfois, la violence le rattrape : lorsque Lord Bullingdon revient d'Amérique, où son beau-père l'a envoyé se faire, si possible, massacrer, il rosse, comme l'a fait le jeune Chevalier de Rohan avec Voltaire,, le rustre roturier qui a jeté un verre de vin à la tête de sa mère (p. 283). Cette critique implicite du duel par Thackeray répond en écho à celles qu'ont déjà formulées Addison et Steele dans The Spectator, et Fielding dans Amelia.
La conquête amoureuse que Barry mène avec brio fait apparaître la femme comme une place-forte assiégée, métaphore aux prolongements sociaux, car au-delà de la femme, il s'agit pour cet aventurier intrus d'ouvrir une brèche dans la citadelle aristocratique fermée sur elle-même. Concrètement, il n'a pas accès au château, son statut de roturier irlandais le rendant persona non grata. Pourtant, la comtesse, exposée au danger par les pièges de l'amour, se trouve sans défense, qu'elle soit morale ou sociale : elle aussi s'adonne à des simagrées hypocrites qui la rendent objectivement vulnérable ; en outre, elle est tout autant menacée par son légitime jeune cousin que par Barry l'usurpateur. Pourtant, comble de l'ironie thackerayenne, c'est ce dernier qui reçoit l'aide de la société : tout Dublin, ébloui par ses frasques et ses prodigalités, se met à conspirer avec et pour lui. Alors, le redoutable bretteur qu'il est va, dans un geste d'une magnanimité souveraine, débarrasser la comtesse (et lui-même) de ce cousin importun. Il a tiré l'épée, éliminé le gêneur noble, et se targuant déjà des prérogatives de son futur rang, l'auto-adoubé qu'il est adoube le jeune Bullingdon – Lord Bullingdon – en lui remettant symboliquement l'épée.
C'est là un thème cher à Thackeray : l'usurpateur usurpant le fruit de l'usurpation ; pour lui, l'aristocratie ne doit en effet ses privilèges qu'à la force et la ruse, les usurpateurs d'hier étant les nobles d'aujourd'hui. Aussi existe-il bien peu de différences entre ce milieu et celui qui tente d'y pénétrer. De fait, le château est déjà miné de l'intérieur par la subversion : Lady Lyndon est trahie par son entourage, même par le précepteur de son fils dont la corruption prélude à beaucoup d'autres. Lady Lyndon symbolise l'aristocratie que décrit Thackeray dans ses œuvres : faible, exsangue, prête à se donner, comme ici, au premier usurpateur brutal, dont la force et l'audace n'« assureront au mythe nobiliaire qu'un rajeunissement de courte durée ».

## L'allégorie morale

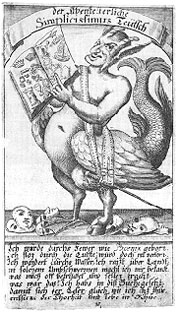
Frontispice du Simplicius de Grimmelshausen, 1671.

Selon La Rochefoucauld, « l'hypocrisie est un hommage que rend le vice à la vertu. » Tel M. Jourdain avec la prose, Barry est maître en hypocrisie sans le savoir ; pour autant, Thackeray ne l'absout pas, d'autant que cette sincérité éhontée est à retardement et qu'elle s'apparente au plus vulgaire cynisme. Or, comme l'écrit Henri Suhamy, « l'esprit thackerayen ne saurait donner son aval au cynisme sous quelque forme que ce soit. »
Aussi ce héros n'est-il jamais présenté en modèle ; bouffon sans morale, anarchiste profiteur, tel Falstaff dans la seconde partie du Henry IV de Shakespeare qui finit dans la même prison que lui, il se délecte d'un monde sans scrupule tout en contribuant à en accentuer la laideur, jusqu'à ce que ce même monde finisse par le rejeter. Thackeray l'a donc voulu plus que simple parvenu : sa carrière (la guerre, le jeu et le mariage), singe celle des vrais aristocrates au pouvoir, et ses vices (brutalité et grossièreté, arrogance et ignorance, paresse et ivrognerie), le prédisposent à cette noblesse dont il se trouve momentanément gratifié.

Son comportement est donc à revoir en termes d'éthique, ce qui promeut Barry Lyndon au statut d'allégorie morale. D'après Henri Suhamy, cette allégorie se fonde sur la dichotomie entre « conscience » et « conscience de soi ». Redmond Barry a reçu l'initiation aux tricheries du monde sans jamais entrevoir ses propres méandres mentaux, et plus il en apprend sur les autres, moins il en sait sur lui-même. Si bien que ce Simplicius Simplicissimus (l'original a été happé par la Guerre de Trente Ans) (1618-1648),, apparaît comme fondamentalement mauvais, disposé depuis l'enfance au mal et suivant ses propensions naturelles au crime. Certes, ajoute Henri Suhamy, « sa perspicacité agressive, son ambition jamais repue, son opacité morale relèvent de la paranoïa. » Pour autant, le roman, que colorent la mélancolie et le pessimisme de son auteur, peut être lu en termes de régression : 

« Thackeray a été cruel envers son personnage, il l'a puni en lui faisant retourner ses propres armes contre lui-même. »

## Mémoires de Barry Lyndondans la culture populaire
- Joris-Karl Huysmans (1848-1907) cite The Luck of Barry Lyndon dans le chapitre consacré aux parfums de À rebours, publié en 1884.
- Un café de Guéret (Creuse) porte le nom de Barry Lyndon Irish Pub.
- (en + fr) Barry Lyndon, film de Stanley Kubrick de 1975, d'après le roman de Thackeray. Avec : Ryan O'Neal dans le rôle-titre (Redmond Barry), Marisa Berenson (Lady Lyndon), Patrick Magee (Le Chevalier de Bali-Bari), Hardy Krüger (Capitaine Potzdorf), Steven Berkoff (Lord Ludd), Gay Hamilton (Nora Brady), Marie Kean (la mère de Barry), 3h04. Stanley Kubrick, Entretien avec Michel Ciment, Paris, Calman Levy, 1980. Générique du film : YouTube - Barry Lyndon - Movie trailer from Kubrick`s Film, consulté le 26 octobre 2010.
- (fr) Radio Classique : vidéo « Ève Ruggiéri raconte : Barry Lyndon et la Sarabande de Haendel et le Trio pour violon, violoncelle et piano n°2 de Schubert ». Barry Lyndon Fast Browser Search, consulté le 26 octobre 2010.

## Compléments